# Звёздный путь: Энтерпрайз
«Звёздный путь: Энтерпра́йз» (англ. Star Trek: Enterprise) — научно-фантастический телевизионный сериал, созданный Риком Берманом и Брэнноном Брагой, являющийся пятым телевизионным сериалом эпопеи «Звёздный путь», берущей своё начало в 1966 году. На начальной стадии производства сериал назывался «Сериал V», в эфир вышел под названием «Энтерпрайз» и лишь к третьему сезону стал называться «Звёздный путь: Энтерпрайз».
Действие сериала разворачивается за 100 лет до событий «Оригинального сериала» и повествует о команде первого корабля серии «Энтерпрайз» с двигателем варп-5, способного выйти за пределы солнечной системы с целью изучения дальнего космоса.
Пилотная серия — «Разорванный круг» (англ. Broken Bow) — вышла на экраны 26 сентября 2001.
Первые серии «Энтерпрайза» получили высокий рейтинг, который, впрочем, стремительно упал ещё до конца первого сезона, и лишь поддержка фанатов позволила выйти на экран второму и третьему сезону. К третьему сезону его продюсеров, Рика Бермана и Брэннона Брагу, сменил Мэнни Кото. Именно снятый им четвёртый сезон, по словам фанатов и критиков, «раскрыл весь потенциал» сериала. Впрочем, рейтинг продолжил падение, и в 2005 году студия Paramount сняла сериал с эфира.
Последний эпизод — «Эти путешествия…» (англ.  These Are the Voyages...) — был показан 13 мая 2005.
Большая часть съёмок проходила в павильонах студии «Paramount» под номерами 8, 9 и 18, где снимались все предыдущие сериалы и фильмы франшизы. «Энтерпрайз» — последний сериал «Звёздного пути», выпущенный этой студией, в дальнейшем разделившей свои права на франшизу с CBS, оставив за собой права на полнометражные фильмы. Следующий сериал франшизы был анонсирован CBS в ноябре 2015, дата начала показа 24 сентября 2017 года. Показ сериала состоялся на платной интернет-платформе CBS All Access.

## Сюжет
| Сезон | Серии | Серии | Даты показа      | Даты показа     |
| Сезон | Серии | Серии | Первая серия     | Последняя серия |
| ----- | ----- | ----- | ---------------- | --------------- |
| 1     | 16    | 16    | 26 сентября 2001 | 22 мая 2002     |
| 2     | 26    | 26    | 18 сентября 2002 | 21 мая 2003     |
| 3     | 24    | 24    | 10 сентября 2003 | 26 мая 2004     |
| 4     | 22    | 22    | 8 октября 2004   | 13 мая 2005     |

«Звёздный путь: Энтерпрайз» является приквелом для других фильмов и сериалов эпопеи. Его действие начинается в 2151 году, за сто лет до событий «Оригинального сериала».
Человечество совсем недавно совершило свой первый контакт и освоило космические полёты со сверхсветовой скоростью. Звездолёт «Энтерпрайз» под командованием капитана Джонатана Арчера — новый, самый совершенный звездолёт флота, оснащённый самым быстрым двигателем «Варп-5», становится первым посланником человечества в «дальнем космосе». Его команде предстоит сделать множество научных открытий, вступить в контакт с новыми, неизвестными цивилизациями, спасти Землю от гибели и положить начало Объединённой Федерации Планет. Транспортер и фазерные пушки ещё новинка, с которой предстоит познакомиться экипажу. Помимо космических путешествий и исследований, авторы сериала не раз перемещают героев во времени.

### Временная холодная война
1—2-й сезон
Первые два сезона сериала представляют собой типичную для франшизы «Звёздный путь» последовательность разрозненных историй, связанных общим мотивом путешествия и персонажами. Сериал открывает полуторачасовая серия под названием «Разорванный круг», из которой мы узнаем, что путешествие команды корабля Энтерпрайз начинается с возвращения на родину раненого клингона, чей корабль разбился на Земле.
И о временной холодной войне, в которой люди принимают участие, как раса, которая будет обладать технологией перемещения во времени Тема путешествий во времени пройдет через весь сериал. Главными антагонистами на протяжении двух сезонов будут представители организации «Кабала», которая состоит из расы сулибан и подчиняется кому-то из будущего. Зрители увидят, как капитан Арчер принимал участие в испытаниях двигателей Варп-5, а в серии «Приобретение» (англ. Acquisition) знакомство людей и ференги. Т’Пол расскажет историю первого посещения Земли вулканцами в 20 веке, это один из тех эпизодов которые помогут зрителям открыть для себя вулканцев заново, вулканцев не похожих на Спока. Экипаж столкнется с ромуланцами и их минным полем Люди познакомятся с андорианской имперской гвардией в лице капитана Шрана (Джеффри Комбс) и его солдат. Капитан Арчер откроет для себя клингонское правосудие, чья правовая система, как и сами клингоны, появились на свет благодаря Советскому Союзу, который послужил прообразом. Доктору Флоксу и капитану Арчеру придётся взять на себя ответственность за судьбу целой цивилизации в серии «Дорогой доктор» (англ. Dear Doctor), это одна из первых серий в которой возникает серьёзная этическая дилемма, ставшая прологом для создания «Первой директивы». В серии «Инженерный тоннель» (англ. The Catwalk) корабль Энтерпрайз попадает в ионный шторм и экипаж вынужден спрятаться в то время как управление судном захватывают представители другой расы. Зрители узнают о синдроме Панар, которым больна Т’Пол из эпизода «Клеймо» (англ. Stigma), вновь коснувшись эмоциональных аспектов и уклада жизни вулканцев. Экипаж знакомится с виссианцами, а Трип узнаёт об их сложном репродуктивном цикле в серии «Донор» (англ. Cogenitor), которая является ремейком одного из эпизодов «Следующего поколения» Противостояние людей и сулибан закончится в конце второго сезона нападением на землю неизвестной расы, которое откроет новую сюжетную линию для третьего сезона.

### Зинди
3-й сезон

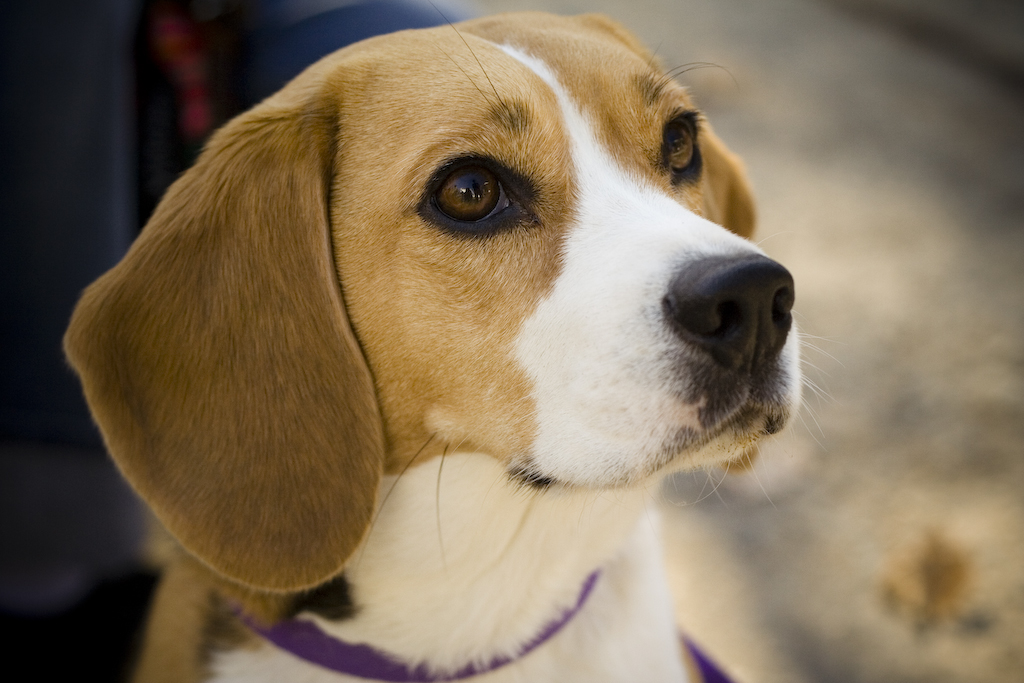
Один из актёров, исполнивших роль собаки капитана по кличке Портос

Сезон посвящён борьбе людей за выживание. После нападения неизвестной расы на Землю команда корабля Энтерпрайз под командованием Джонатана Арчера отправляется на поиски таинственной расы зинди, дабы защитить Землю от нового нападения. Зинди появляются благодаря сценаристу Мэнни Кото, который создаёт сезон полный крови и насилия, заставляющий зрителей быть в напряжении. В серии «Сумерки» (англ. Twilight) зрители увидят, как повлияют пространственные аномалии туманности на будущее человечества В туманности, куда отправилась команда корабля на поиски зинди, экипаж вынужден терпеть всяческие лишения, коммандер Такер получает смертельное ранение и для его спасения выращивают клона, дав ему имя Сим, в серии «Двойник» (англ. Similitude). Между Такером и Т’Пол завязываются романтические отношения, которые приведут к близости и перерастут в нечто большее Команда встречает экипаж Энтерпрайза из другого временного отрезка, и с ещё большим удивлением обнаруживает, что он состоит из их потомков. Финал сезона ознаменуется не только победой в борьбе с зинди, но и окончанием темы путешествий во времени, которая будет закрыта в двух первых сериях 4-го сезона.

### Основание Федерации
4-й сезон

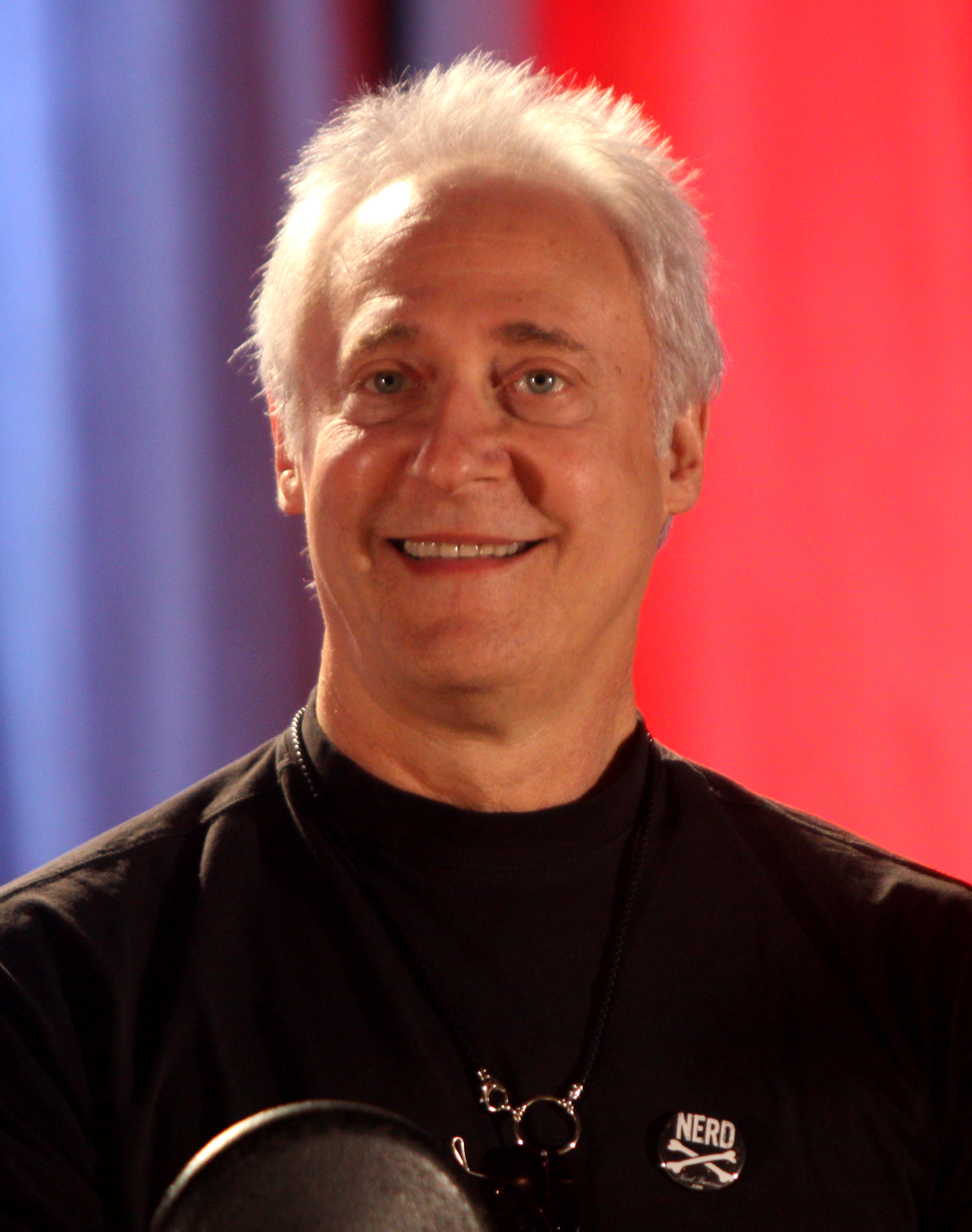
Брент Спайнер в роли Арика Сунга

В четвёртом сезоне сериал вновь возвращается к привычному формату, одна серия — одна история. Герои сериала, как их «предшественники», вновь повстречают боргов, зелёных женщин с Ориона, аугментов и доктора Сунга (Брент Спайнер). Капитан Арчер объединит андорианцев и теларитов в поисках боевого корабля ромулан в серии «Объединённые» (англ. United), что приведёт к созданию «Федерации планет». А также узнают, чем закончатся опасные эксперименты клингонов с ДНК аугментов Капитан Арчер и Т’Пол помогут открыть учение Сурака и принести мирные реформы на Вулкан, в двух посвящённых вулканскому народу эпизодах в которых раскрывается вся его суть. И наконец мы увидим что было бы, если бы история в ключевой момент изменила направление своего движения Команда Энтерпрайза вступит в схватку с тайной организацией в серии «Терра Прайм» (англ. Terra Prime), которая является одной из серий по задумке Кото, подводящих итог не только сериала, но и 18 летнего показа. Показ сериала завершает эпизод под названием «Эти путешествия…», приглашенными звёздами которого являются Джонатан Фрейкс и Марина Сиртис. Эпизод получил в основном негативные оценки, не только от критиков, но и от съёмочной группы, включая создателей сериала Бермана и Брагу.

## В ролях
Основной актёрский состав сериала на протяжении четырёх лет представлен семью актёрами, в числе которых приглашённый Риком Берманом Скотт Бакула, исполнивший роль капитана Арчера, Джон Биллингсли, не имевший ни малейшего представления о франшизе, сыгравший ироничного доктора Флокса, Джолин Блэлок — модель, сыгравшая вулканского офицера Т'Пол, Коннор Триннир, исполнивший роль главного инженера судна «Трипа», Доминик Китинг, считавший свою попытку сделать карьеру в США авантюрой, Линда Пак — исполнительница роли офицера по связи Хоши Сато, Энтони Монтгомери, пробовавшийся на роль в «Вояджере», сыгравший рулевого корабля Мейвизера.

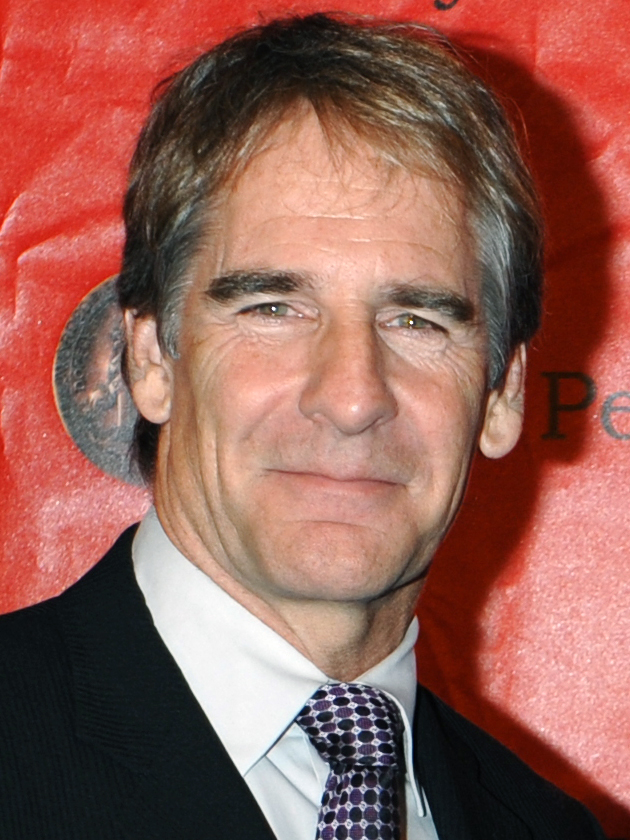
Скотт Бакула

- Скотт Бакула — Джонатан Арчер, командир звездолёта «NX-01 Энтерпрайз»[21][26][28][41][42]. Характер капитана Арчера не базируется на каком то конкретном человеке или персонаже, однако известно, что Скотт Бакула является поклонником Уильяма Шетнера[22]. Возможность стать «первым» капитаном[8] для Бакулы стала решающим фактором, который склонил чашу весов и побудил актёра дать согласие на съёмки[22][25]. В отличие от капитана Арчера, который читал «Отверженных» Гюго на французском и «Машину времени» Герберта Уэллса, Скотт Бакула предпочитает спортивные страницы[22]. Персонаж Бакулы несомненно был сильным и мужественным человеком, он не боялся ослушаться приказа, если чувствовал что он прав, но при этом боялся использовать транспортер[24][25]. Больше всего на свете Арчер хотел, чтобы люди исследовали космос благодаря двигателю, созданному его отцом Генри Арчером[8]. Новость о закрытии шоу стала для Бакулы большим разочарованием, так как он надеялся, что их актёрский состав сможет оказать большее влияние на франшизу[22]. На съёмках последнего эпизода присутствовали Джонатан Фрейкс и Марина Сиртис, они сыграли эпизодические роли и поддержали других актёров; по мнению Бакулы, несмотря на то, что многие фанаты остались недовольны финалом, угодить всем просто невозможно[18][22][43]. Бакула считал, что франшиза настолько важна для студии, что студия предпримет все усилия, чтобы её сохранить[22] По словам Рика Бермана, Скотт Бакула олицетворял шарм и интеллект, чего и требовала эта роль[25].

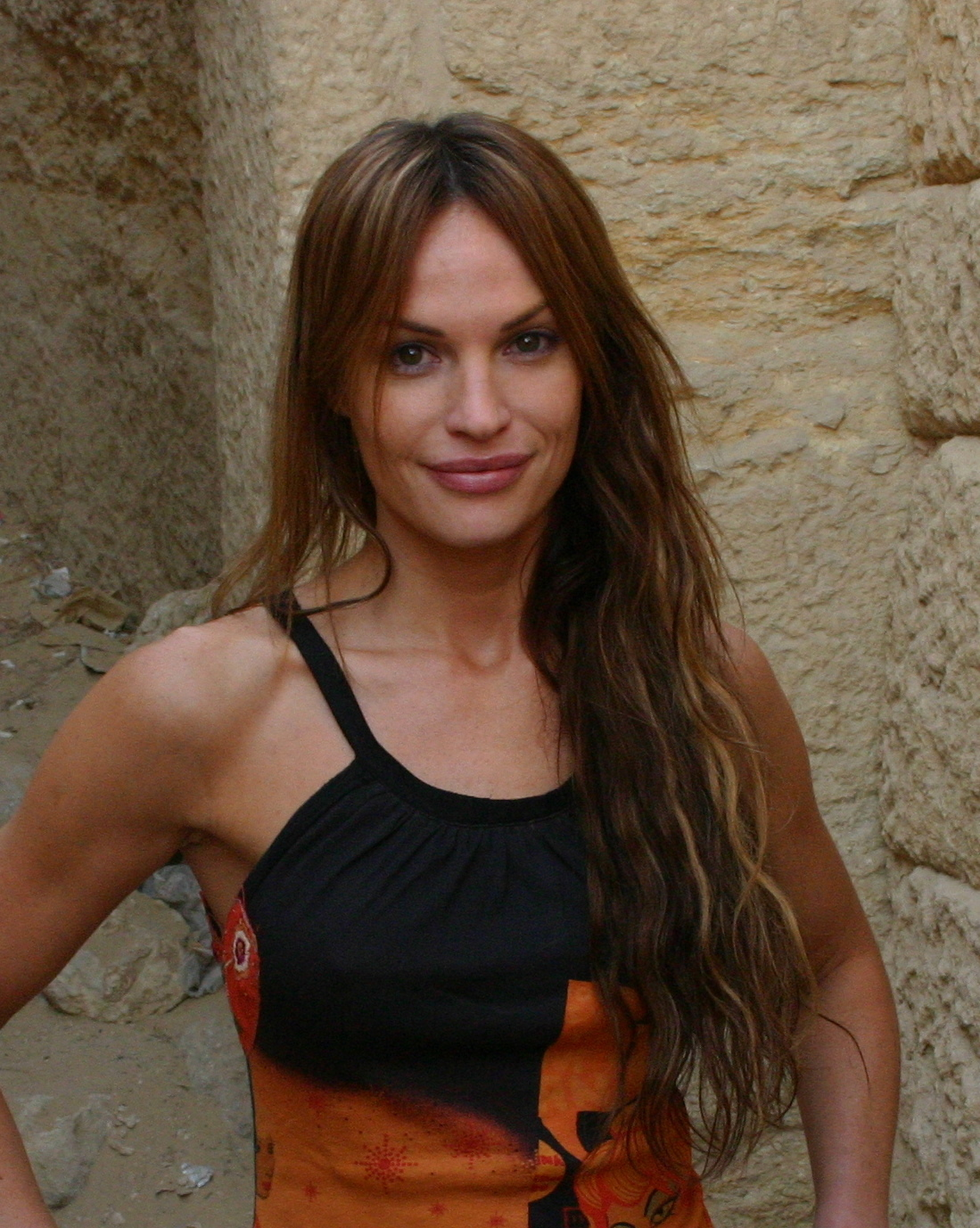
Джолин Блэлок

- Джолин Блэлок — Субкоммандер Т'Пол, первый офицер и офицер по науке[21][25][44]. Критики считают, что задиристый характер Т’Пол не соответствует темпераменту вулканцев[28]. Впрочем, в этом фильме вулканцы показаны как раса, которая сдерживала развитие варп-технологий и программу путешествия в глубокий космос землян, в то же время демонстрируя весьма пылкий темперамент[28]. В преддверии последнего сезона сериала актриса говорила, что предпочла бы покинуть судно сейчас, нежели ждать, когда оно пойдет ко дну, однако последний сезон в итоге оказался по её мнению наиболее удачным[44]. Актриса считала, что вулканцы прячут свой темперамент, но когда речь доходит до интимной близости они ведут себя как дикие животные, грязные и пылкие[44]. По сюжету её героиня — первый вулканский офицер, сумевший прослужить на корабле землян долгое время[36]. Благодаря Т’Пол члены экипажа и зрители узнают вулканцев[36] В одном из интервью Джолин раскритиковала продюсеров и сценаристов сериала, так как она бы хотела, чтобы шоу апеллировало к интеллекту зрителей, а своего персонажа хотела бы сыграть иначе[45].

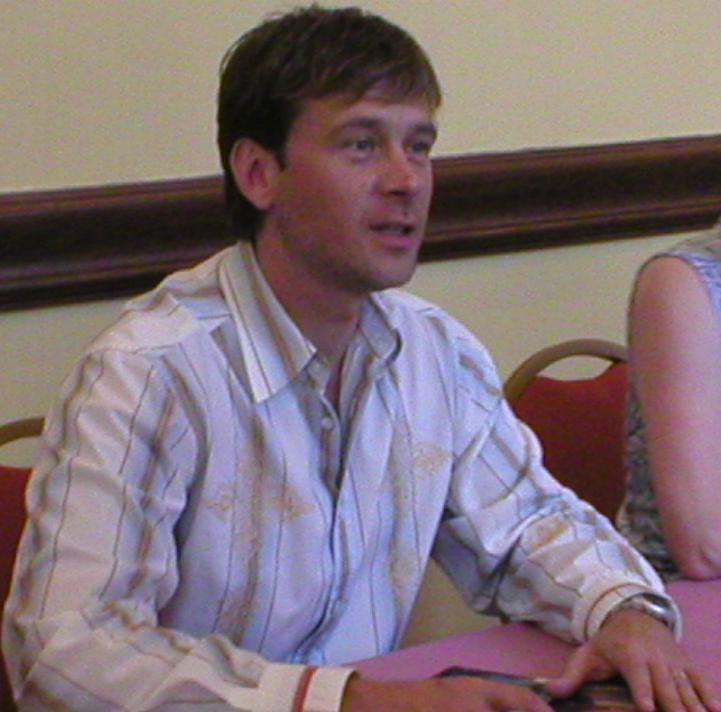
Коннор Триннир

- Коннор Триннир — коммандер и главный инженер Чарльз «Трип» Такер III[21][25][28][43]. Актёр считает эту работу лучшей в своей карьере[43]. По словам актёра, когда вы снимаетесь в 98 эпизодах, одни получаются хорошими, другие не очень, но сам он считает, что ему посчастливилось стать участником нескольких очень хороших историй[43]. Коннор так же считает, что многое на съёмках зависело от доверия, и когда он почувствовал себя комфортно, он сумел выложиться[43]. Его персонаж давал ему множество возможностей как актёру, так как он был увлечённым, с хорошим чувством юмора, у него была власть и сильный характер, своего рода Хан Соло с гаечным ключом, и Коннор получил большое удовольствие, играя Трипа[43][46]. В одном из эпизодов герой Триннира беременеет, что позволило ему стать первым актёром франшизы, сыгравшим беременного мужчину[43]. Сыграть беременного мужчину было весело и интересно, это было начало съёмок и всё было очень ново[43]. Несколько идей актёра относительно беременности его героя, такие как внезапная вспышка гнева, можно увидеть на экране[43] Коннор не разочарован финальным эпизодом сериала, он считает, что это своего рода комплимент, ведь половина серии посвящена его герою[38][43]. Однако считает, что закрытие было преждевременным, авторы сериала пытались увязать эту серию франшизы с другими, что им не слишком удалось[43]. Было много разговоров о том, почему рейтинги сериала упали так низко. По мнению актёра, промоутеры делали всё, что могли; Одна из причин, как он считает, это низкие рейтинги, а другая — это смена аудитории[43].

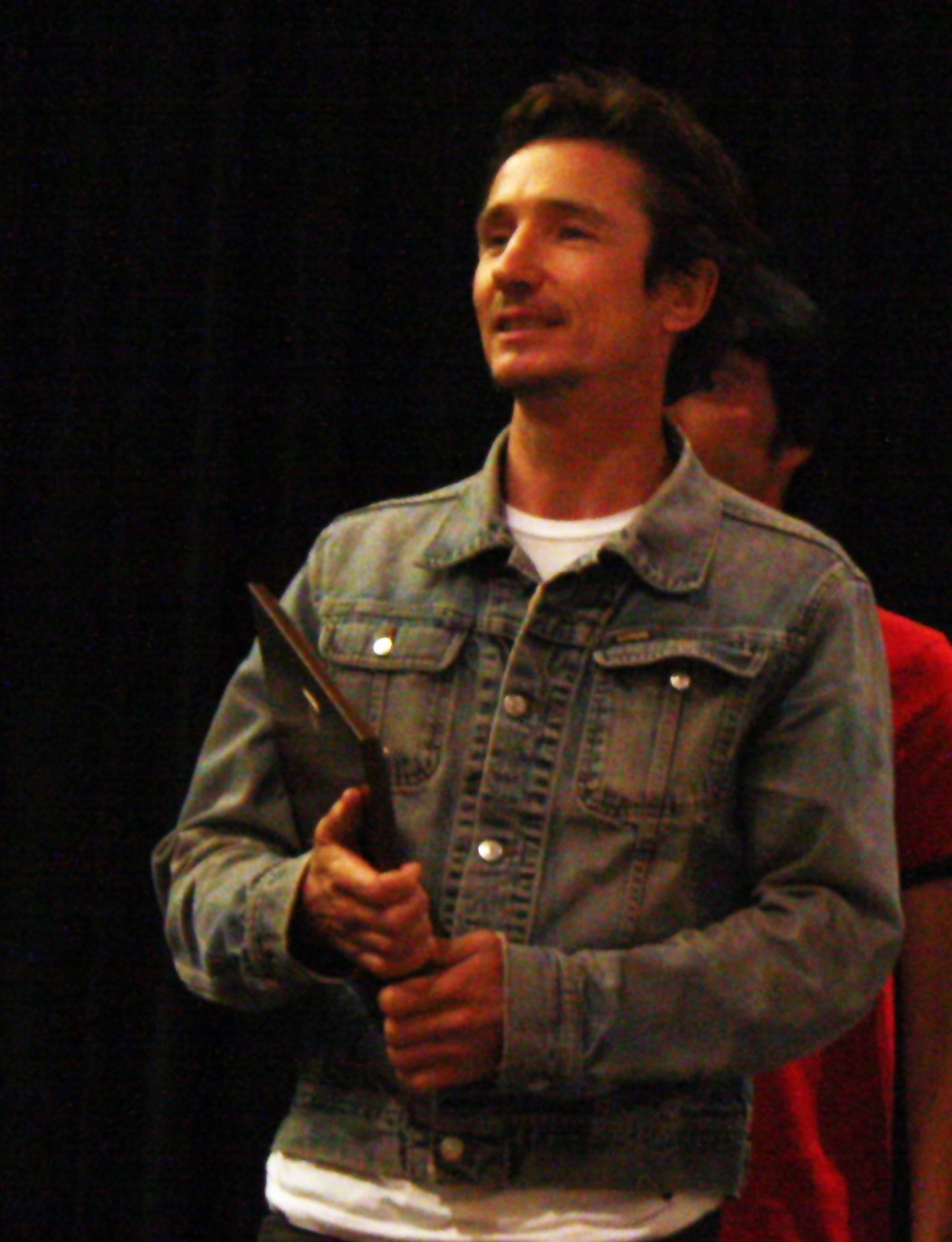
Доминик Китинг

- Доминик Китинг — Лейтенант Малькольм Рид, офицер по тактике[16][21][25][47]. Доминик Китинг во время съёмок чувствовал, что это, возможно, последний сериал франшизы[47] Актёр помнит как в середине 60 годов, когда ему было около 8 лет, он смотрел оригинальное шоу и увидел по цветному телевизору, который выпросил у отца, что рубашка Спока была голубой, это произвело на него глубокое впечатление[16]. Когда Доминик впервые попал в США, он смотрел «Следующее поколение» с Патриком Стюартом, чтобы увидеть британского актёра в ведущей роли американского шоу, это был профессиональный интерес[16]. Китинг жил некоторое время с соседом, с которым имел общее телевидение и вынужден был смотреть тоже что и он, а это было либо фильмы серии Стар Трек, либо порно[16]. У актёра не раз возникали трудности из-за его акцента[16]. Он неоднократно отвечал, что не знает, почему во многих эпизодах кажется что губы его героя намазаны помадой[16] Китинг остался доволен своей ролью и считает, что сумел выбить себе больше экранного времени, вклинясь в триумвират Трипа, Т’Пол и Арчера[16]. Уход с английского телевидения и попытка сделать карьеру на американском телевидении были для него просто авантюрой[16]. Доминик попал во франшизу, сыграв небольшую роль в «Вояджере»[16]. Доминик считает лучшей своей серией «Шатл номер один», так как в ней он не был второстепенным героем, он был вторым из двух[16]. Герой Китинга всегда начеку, именно он — автор «Красной тревоги», которая в будущем превратится в «Тактическую тревогу»[36]. Больше всего актёру понравилось работать в 3 сезоне, посвящённом спасению Земли от зинди, он считает этот сезон наиболее захватывающим[16], а своей сценой драки с майором Хэйзом в исполнении Стивена Калпа он по настоящему гордится[48].

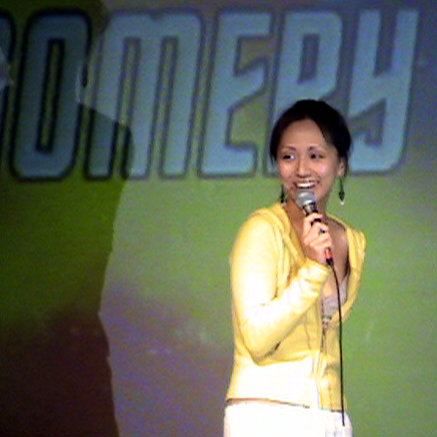
Линда Пак

- Линда Пак — энсин Хоши Сато, офицер по связи[21][25]. Первое время путешествия она с трудом справлялась, однако со временем доказала, что на неё можно положиться в сложной ситуации[36]. Персонаж Линды Пак демонстрировал на протяжении всего сериала насколько важны общение и взаимопонимание[36].
- Энтони Монтгомери[англ.] — Энсин Тревис Мейвизер, рулевой[21][25]. До того, как стать энсином Тревисом Мейвизером, актёр пробовался на роль в «Вояджере», он хотел сыграть сына Тувока[40]. Энтони смотрел «Звёздный путь» когда был ребёнком, однако не был фанатом, и в то же время восхищался тем, что способен сделать сериал с воображением[40]. Монтгомери тепло отзывался о своих коллегах, в частности о Бакуле, считая его звездой проекта, и долгое время не мог поверить, что ему досталась такая важная роль[40]. Тревис не был первым человеком рожденным в космосе, но только не для зрителей[49]. По сюжету молодой энсин Тревис начинал рулевым на грузовом судне своей семьи, но повзрослев захотел «посмотреть мир», для чего вступил в Звёздный флот, а затем подал прошение на рассмотрение его кандидатуры на пост рулевого Энтерпрайза[49]. Актёр сетовал на то, что в сериале так и не показали ни одну подружку его героя, мало внимания уделили его семье, а он хотел бы узнать о них больше[29]. Однако ему очень понравилось играть злого Тревиса из параллельной вселенной, у которого была связь с Хоши[29]. Он с удовольствием бы снялся в полнометражном фильме у Абрамса, так как является большим поклонником его творчества[29].

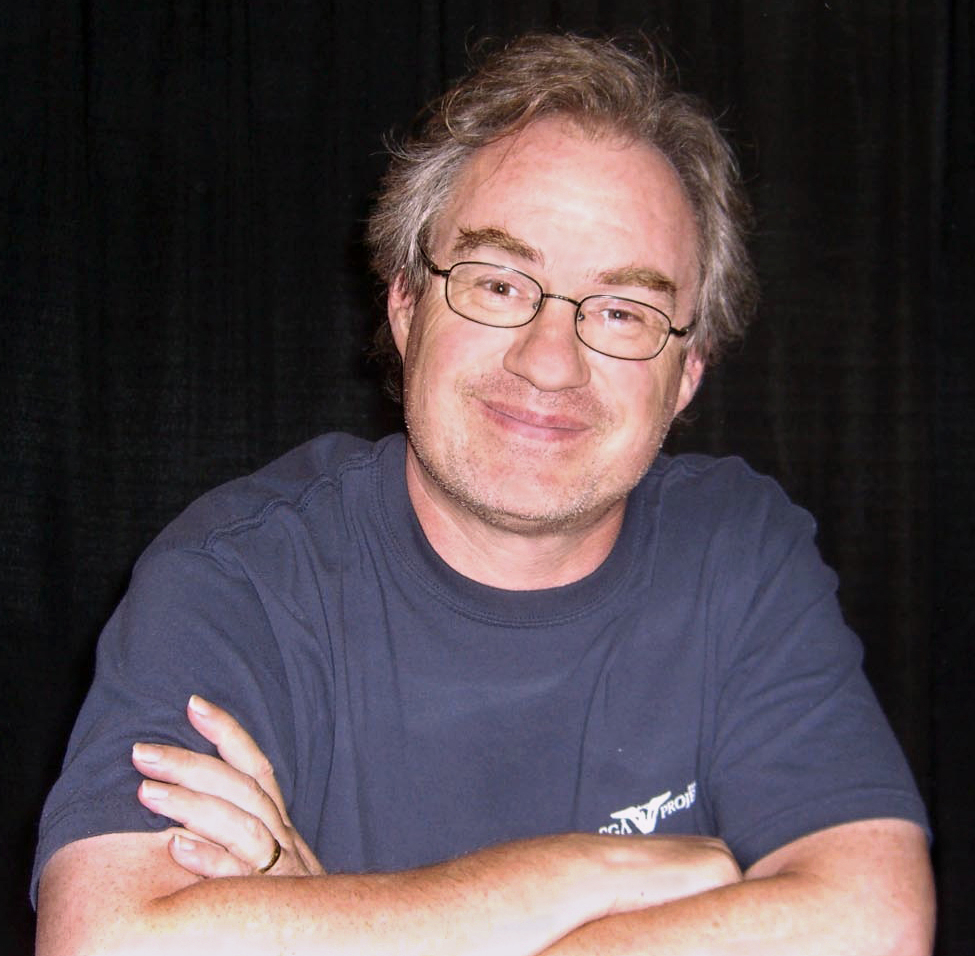
Джон Биллингсли

- Джон Биллингсли — Доктор Флокс, главный врач[21][25][39]. Любимым эпизодом сериала для Биллингсли является серия «Двойник» (англ. Similitude), в которой клонируют персонажа Коннора Триннира — Трипа[39]. А самым нелюбимым эпизодом был «Ценный груз»[39]. Актёр не был знаком с франшизой, не знал о множестве поклонников по всему миру, и когда ему предложили быть готовым к «семилетнему заезду» взяв на роль, а именно столько продлился предыдущий сериал франшизы, он просто был рад перестать «голодать»[39]. Больше всего ему не хватает коллектива, с которым посчастливилось работать 4 года[39]. Биллингсли сетовал на то, что поскольку он всего лишь сыграл второстепенного персонажа шоу, история его героя ограничивалась медотсеком, парой слов о родной планете, и рассказом о родственниках, а ведь на тему его любовных связей могли быть написаны десятки историй[39][46]. Широкая улыбка доктора Флокса пала жертвой бюджетных сокращений и всё же стала его визитной карточкой[39]. Сначала Биллингсли был обеспокоен тем, что его персонаж является источником комичности в шоу, но потом авторы дали его герою долю авторитета, сделав его настоящим врачом, но оставив неисправимым оптимистом[36][39]. Герой Биллингсли один из самых инопланетных инопланетян во всей серии «Звёздного пути»[46].

Второстепенный актёрский состав представлен не менее ярко, в него вошли такие актёры как: Гэри Грэм, исполнивший роль посла Совала, Джеффри Комбс, известный по фильмам «Реаниматор» и «Страшилы», сыгравший роль капитана Тайлека Шрана, Вон Армстронг, исполнитель роли адмирала Максвела Фореста, Мэт Вилсон в роли путешественника во времени Дениэлса, Стивен Калп в роли майора Хэйза, Джон Флек в роли сулибанского солдата Силика.

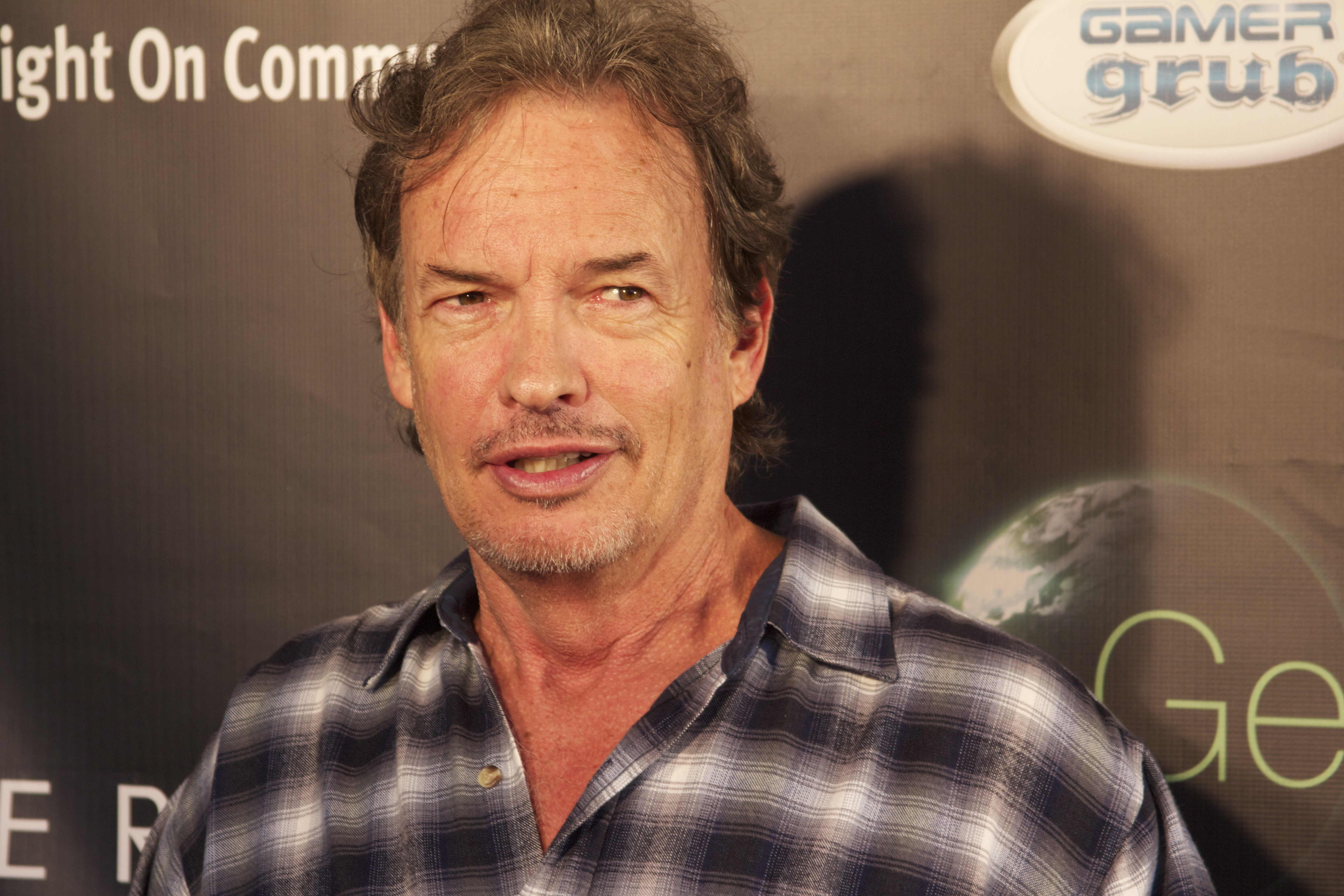
Гари Грэм

- Гари Грэм — посол вулканского народа Совал[50]. Актёр при работе над своей ролью руководствовался советом Рика Бермана, который перед съёмками сказал, что вулканцы существа не без эмоций, наоборот, они страстные и пылкие по натуре и вынуждены были научиться контролировать их[50]. Джолин Блэлок в гриме напоминала Грэму его младшую сестру, он предложил создателям сериала идею сделать Т’Пол дочерью своего персонажа, и хотя это предложение было отвергнуто, он до конца съёмок считал Т’Пол своей дочерью, это помогало ему исполнять свою роль[50] Грэм принимал участие в съёмках сериала «Вояджер», исполнив небольшую роль окампа Танис, после работы над сериалом «Энтерпрайз» он заметил ощутимую разницу, отметив напряжённость на съёмочной площадке «Воеджера»[50]. В то время как на съёмках «Энтерпрайза», царила лёгкая, веселая атмосфера, а Скотт Бакула был очень гостеприимен и трудолюбив[50].

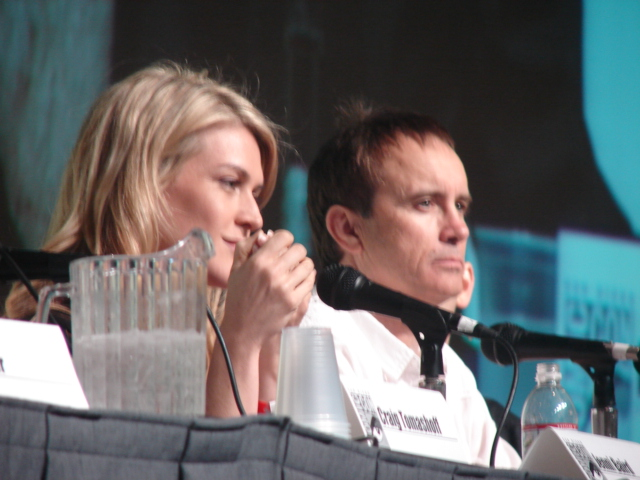
Джеффри Комбс

- Джеффри Комбс — андорианец Шран[54][55]. Комбс является поклонником оригинального сериала и хранит у себя плакат с итальянской конвенции, подписанный Леонардом Нимоем, сыгравшим Спока в этом сериале[55]. Он снимался в четырёх сериалах франшизы: «Следующем поколении» в роли жениха Дианы Трой, «Глубоком космосе 9», «Вояджере» и «Энтерпрайзе» и появлялся на экране в 50 эпизодах[55]. О своем участии в съёмках он говорил, как о большом везении и удаче поработать с такими талантливыми людьми[55]. Комбс так же отметил, что этот сериал не был так успешен как другие и подозревал что четвёртый сезон станет последним, по его мнению сериал дал трещину и вода уже наполняла трюм[55]. Актёр появляется в одиннадцати эпизодах в роли адорианца Шрана, который имеет свою точку зрения в отношении вулканцев[55]. По словам Комбса, задачей его персонажа было перевернуть представление людей о вулканцах[55]. Чтобы появиться на сцене, ему приходилось по два часа сидеть в кресле гримера[55].

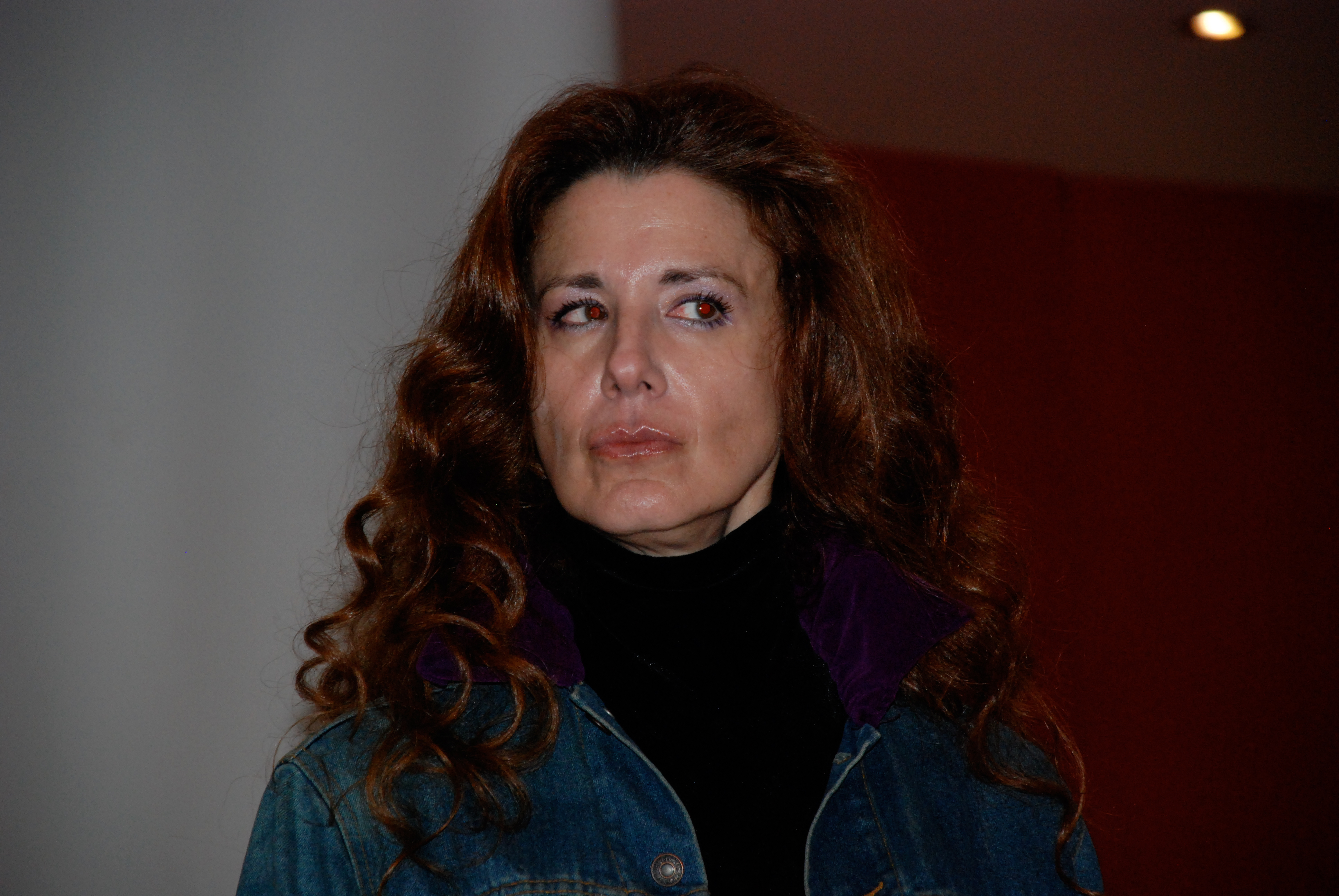
Сюзи Плаксон

- Вон Армстронг — адмирал Максвел Форест[56]. До того как получить роль адмирала, Армстронг сыграл эпизодическую роль учёного ромуланина Телека Рмора в сериале «Вояджер»[56].
- Сюзи Плаксон — Тара, офицер андорианской гвардии[57]. До того как принять участие в съёмках «Энтерпрайза», актриса исполнила эпизодическую роль доктора Селар в «Следующем поколении», затем постоянную роль второго плана Кейлар и роль Q в «Вояджере»[57].

В качестве гостей шоу появляются такие известные артисты как: Питер Уэллер, известный по фильму Пола Верховена «Робокоп», Брент Спайнер, прославившийся ролью Дейты в «Следующем поколении», Джоанна Кэссиди, сыгравшая в кинофильмах «Кто подставил кролика Роджера» и «Бегущий по лезвию», популярный музыкант Рик Ворти в роли зинди Джонара, Дэниел Дэ Ким, известный благодаря сериалу «Остаться в живых», в роли военного офицера мако, Келли Уэймайр в роли офицера по науке Элизабет Катлер, до этого актриса успела получить гостевые роли в «Вояджере» и «Секретных материалах», Сет Макфарлейн, известный как создатель мультфильма Гриффины, Марина Сиртис, исполнившая роль Дианы Трой в «Следующем поколении» и Джонатан Фрейкс, известный по роли первого помощника Райкера, а также как один из режиссёров франшизы.

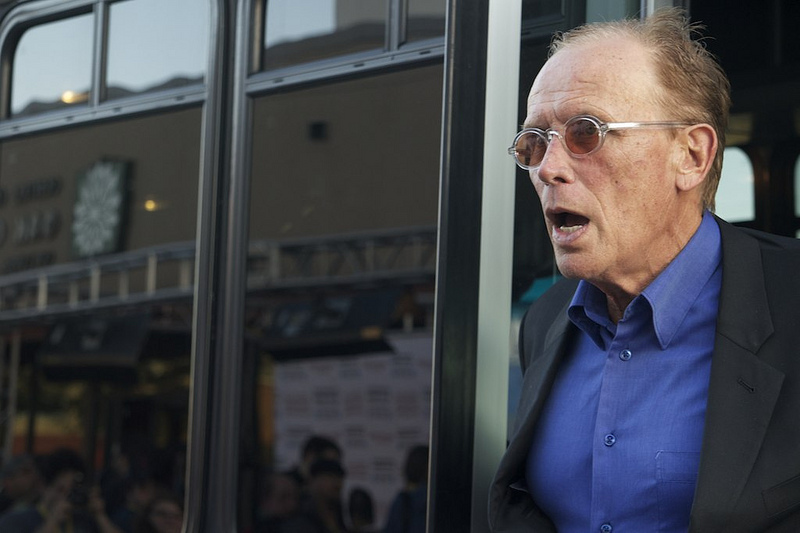
Питер Уэллер Demons, Terra Prime
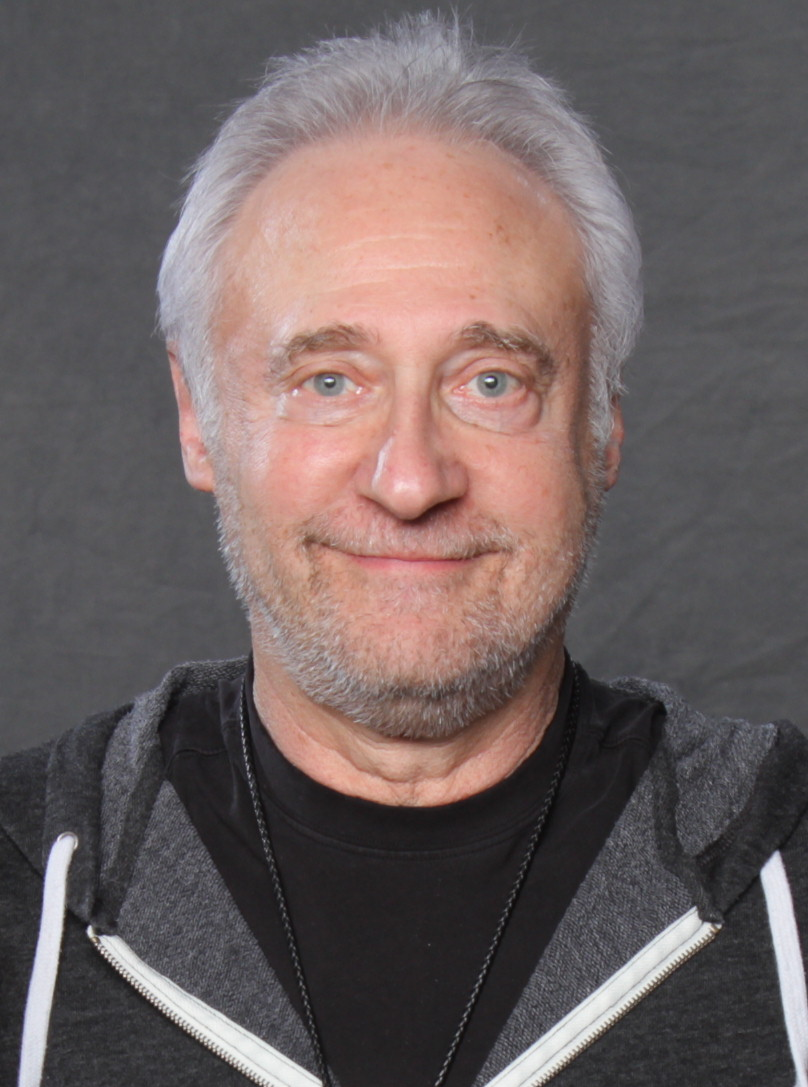
Брент Спайнер Borderland, Cold Station 12, The Augments
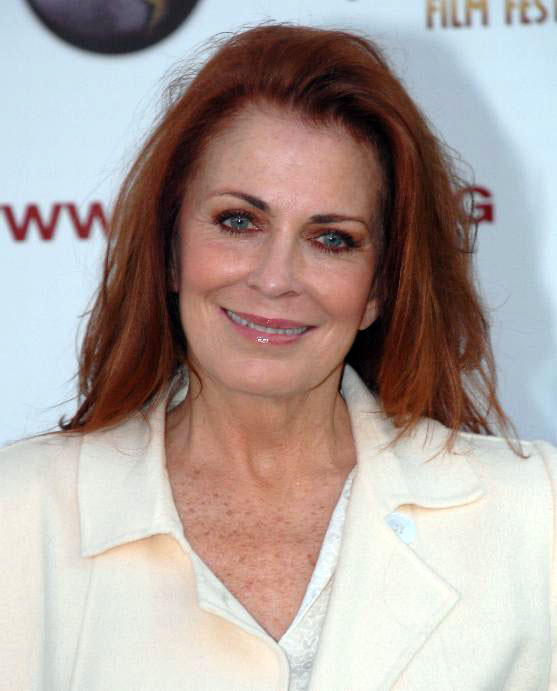
Джоанна Кэссиди Home, Awakening, Kir'Shara
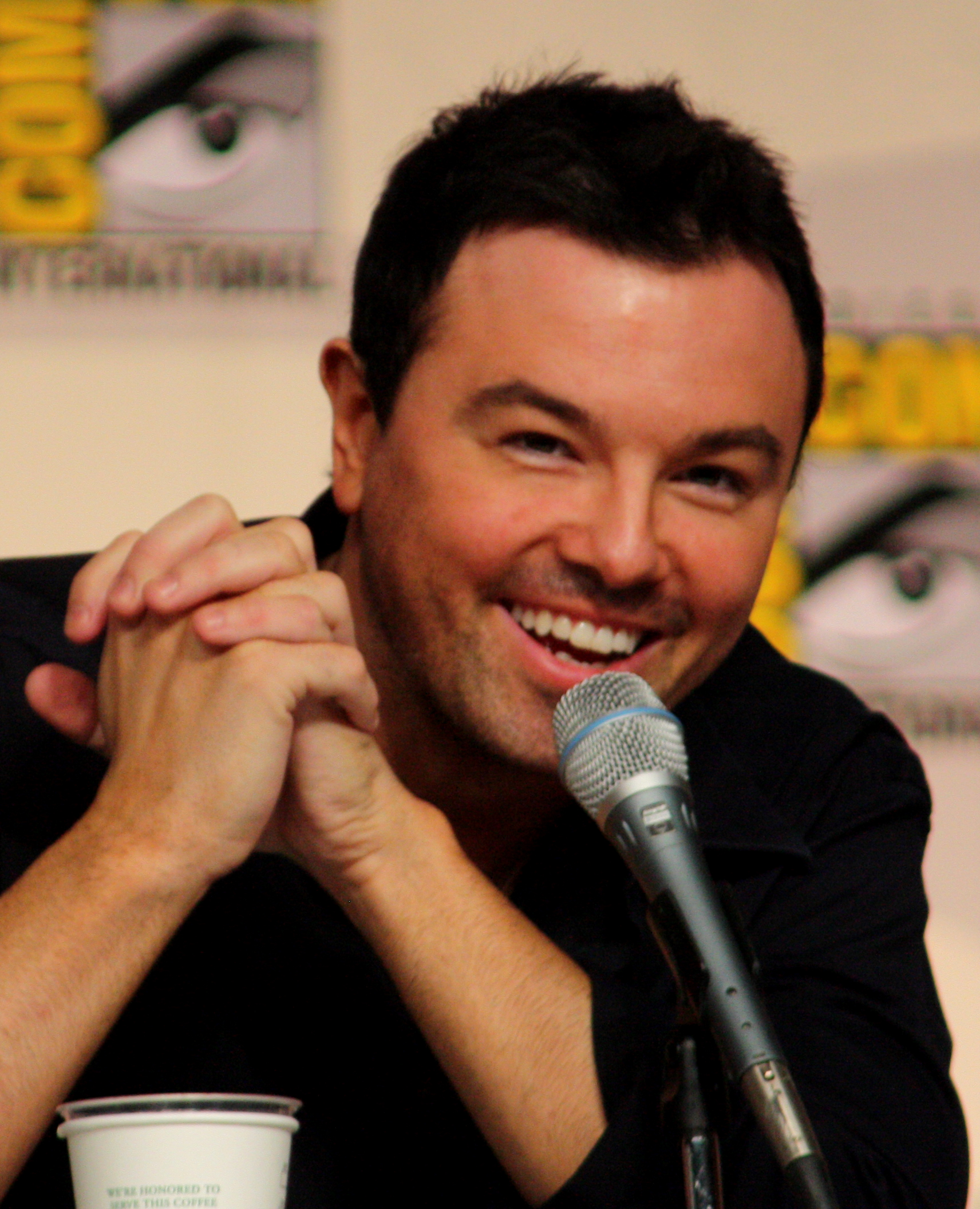
Сет Макфарлейн The Forgotten
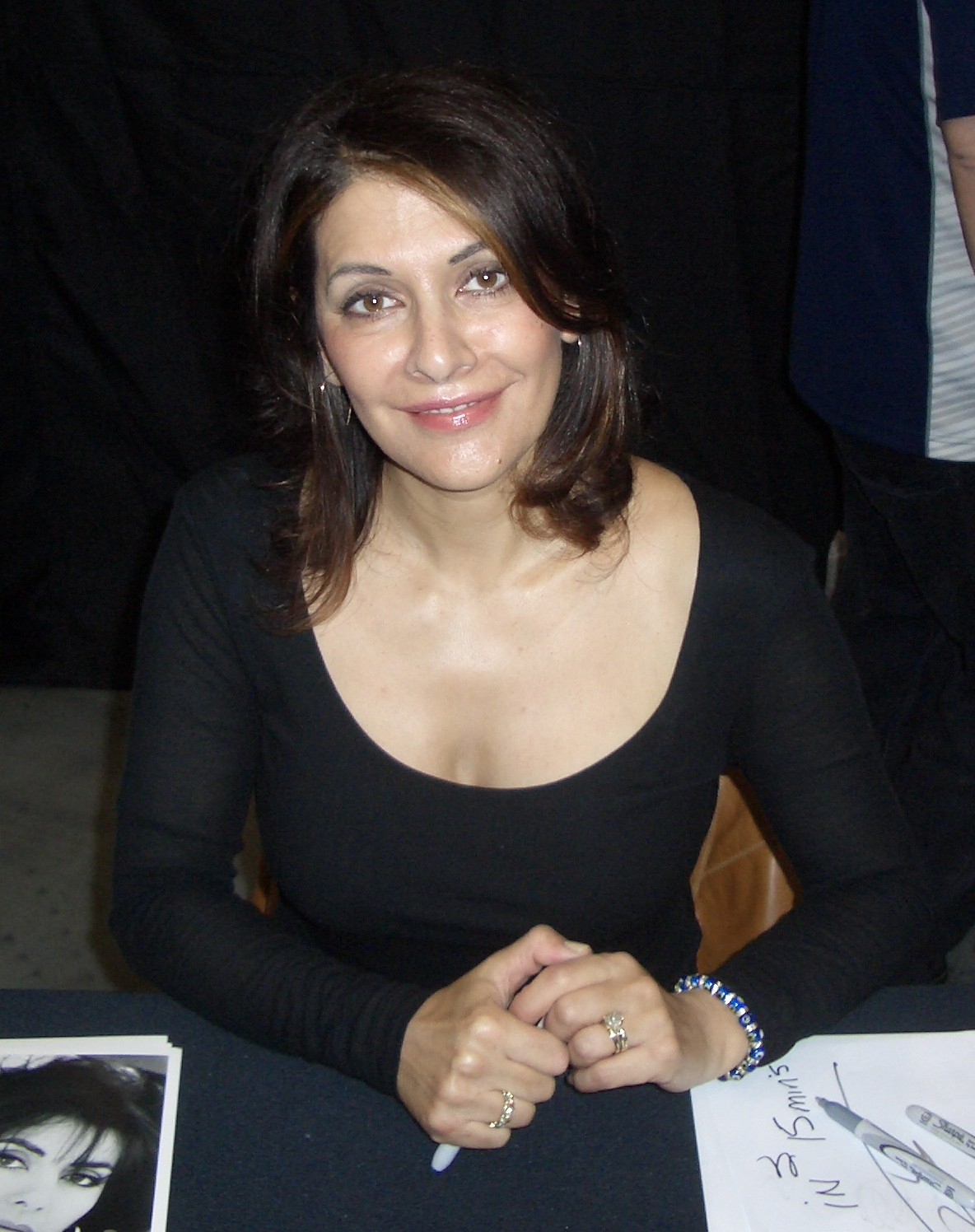
Марина Сиртис These Are the Voyages...
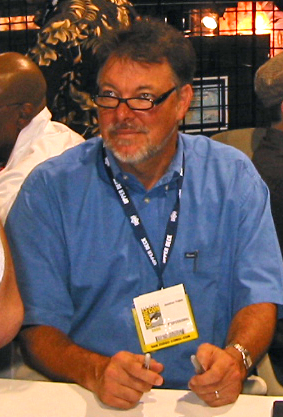
Джонатан Фрейкс These Are the Voyages...

## Производство
В мае 2000 года исполнительный продюсер сериала «Звёздный путь: Вояджер», Рик Берман, сообщил о том, что новый сериал будет запущен сразу после окончания последнего сезона «Вояджера». В течение нескольких месяцев не было никаких новостей, в это время Берман и Брага работали над новым сериалом, который на тот момент назывался просто «Сериал V», так продолжалось до февраля 2001 года, когда студия Paramount Pictures наняла Германа Циммермана и Джона Ивеса для создания дизайна нового сериала. В течение месяца были наняты ещё несколько специалистов, включая театрального художника Майкла Окуда.

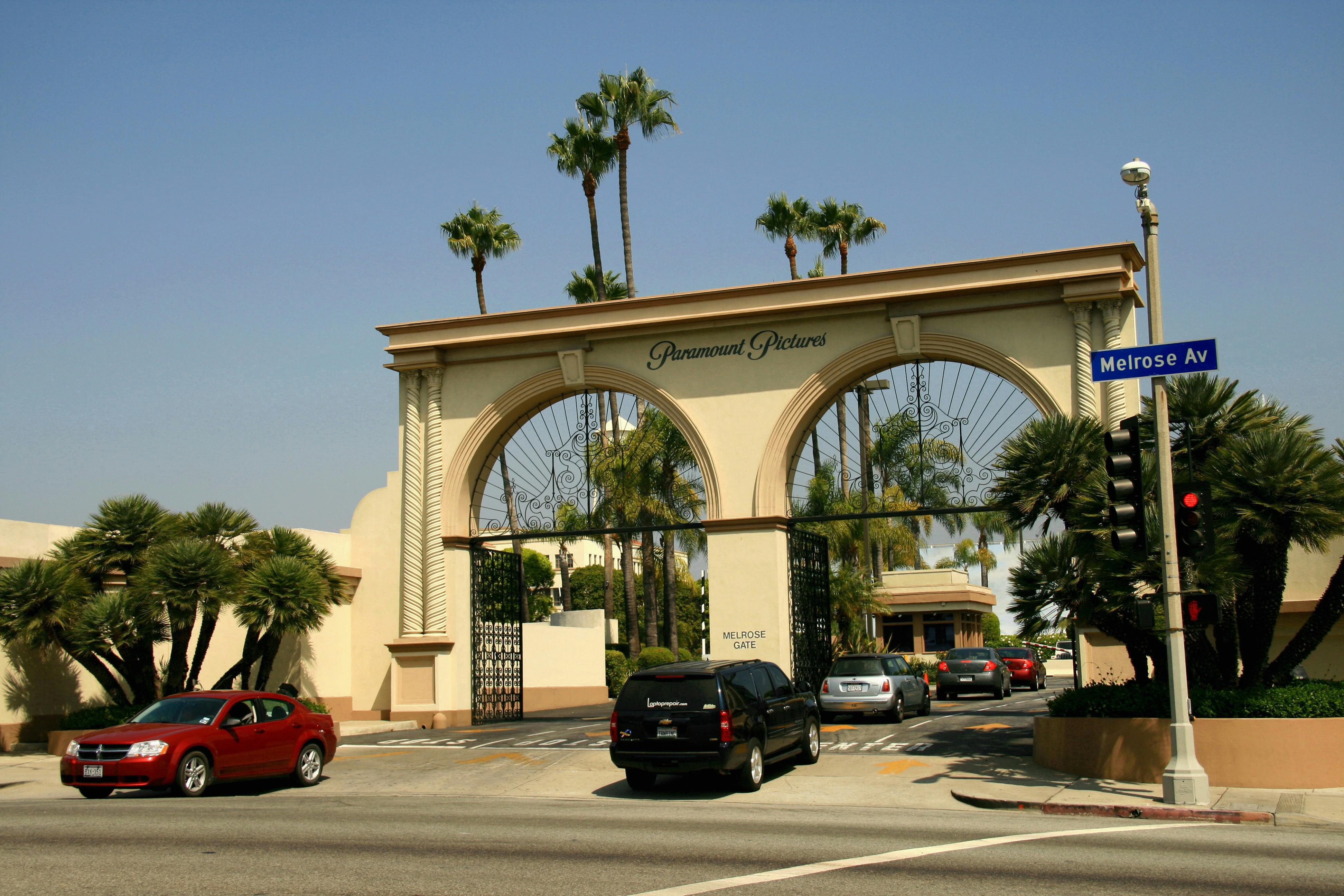
Paramount Pictures

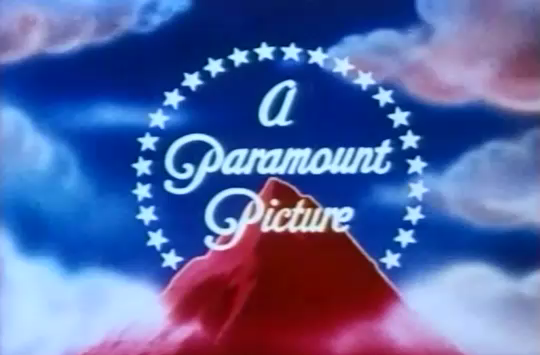
Логотип компании Paramount Pictures

В апреле 2001 было объявлено, что к работе присоединился визажист Майкл Вестмор, работавший над сериалом «Звёздный путь: Следующее поколение». Марвин Раш пришёл в проект в качестве фотографа, ранее он работал над «Следующим поколением». В качестве специалиста по визуальным эффектам был нанят Рональд Мур, ранее работавший над «Вояджером».
11 мая 2001 года было объявлено о том что новый сериал будет называться «Энтерпрайз», а Скотт Бакула — герой сериала «Квантовый скачок» — сыграет роль капитана Джонатана Арчера. Изначально именем персонажа было Джексон, потом его сменили на Джеффри и наконец на Джонатан. Через четыре дня был объявлен весь основной состав шоу, хотя имена персонажей были объявлены днём позже.
Рик Берман объяснил отсутствие слов «Звёздный путь» в названии сериала тем, что за прошедшие десятилетия было выпущено много сериалов, чьё название начиналось со слов «Звёздный путь», они же пытались создать нечто новое, не похожее на то, что снимали ранее. 14 мая 2001 года начались съёмки пилотного эпизода «Разорванный круг» в павильонах 8, 9 и 18 студии Paramount Pictures. Через три дня Том Нунан созвал пресс-конференцию и официально анонсировал сериал 26 сентября 2001 года состоялась премьера первого эпизода «Энтерпрайза», которую посмотрели 12,54 миллионов человек.

### Сценарий

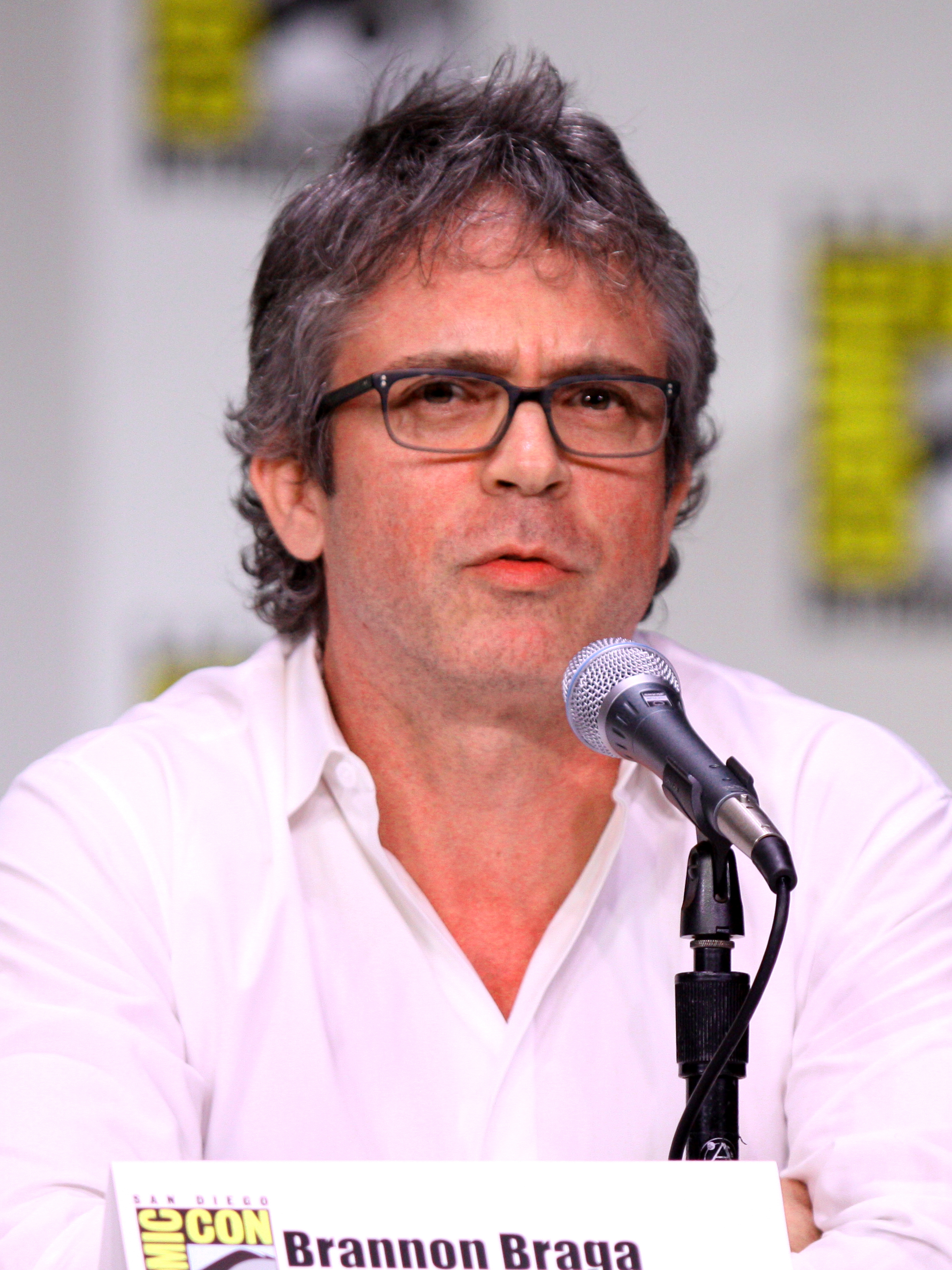
Брэннон Брага

Сценарий 26 эпизодов сериала был написан Риком Берманом и Брэнноном Брагой. Брэннон был настолько истощён работой над первыми сезонами, что к четвёртому был вынужден отойти в сторону Брага написал больше сценариев для франшизы, чем любой другой автор. В третьем сезоне на смену Берману и Браге пришёл Мэнни Кото и развернул шоу несколько в другом направлении, добавив крови и жестокости, создав расу-антагониста в лице зинди Известно, что Мэнни являлся большим поклонником франшизы ещё до начала работы над сериалом. Некоторые поклонники были разочарованы большим количеством действия на экране и недостатком интеллектуальной составляющей. Так же не все разделяют мнение актёров Бакулы и Китинга и создателей сериала относительно 3-го сезона, некоторые считают что сценаристы использовали историю с терактами 11 сентября, для того чтобы подогреть интерес к сериалу, но в итоге сезон получился мрачным и тёмным.

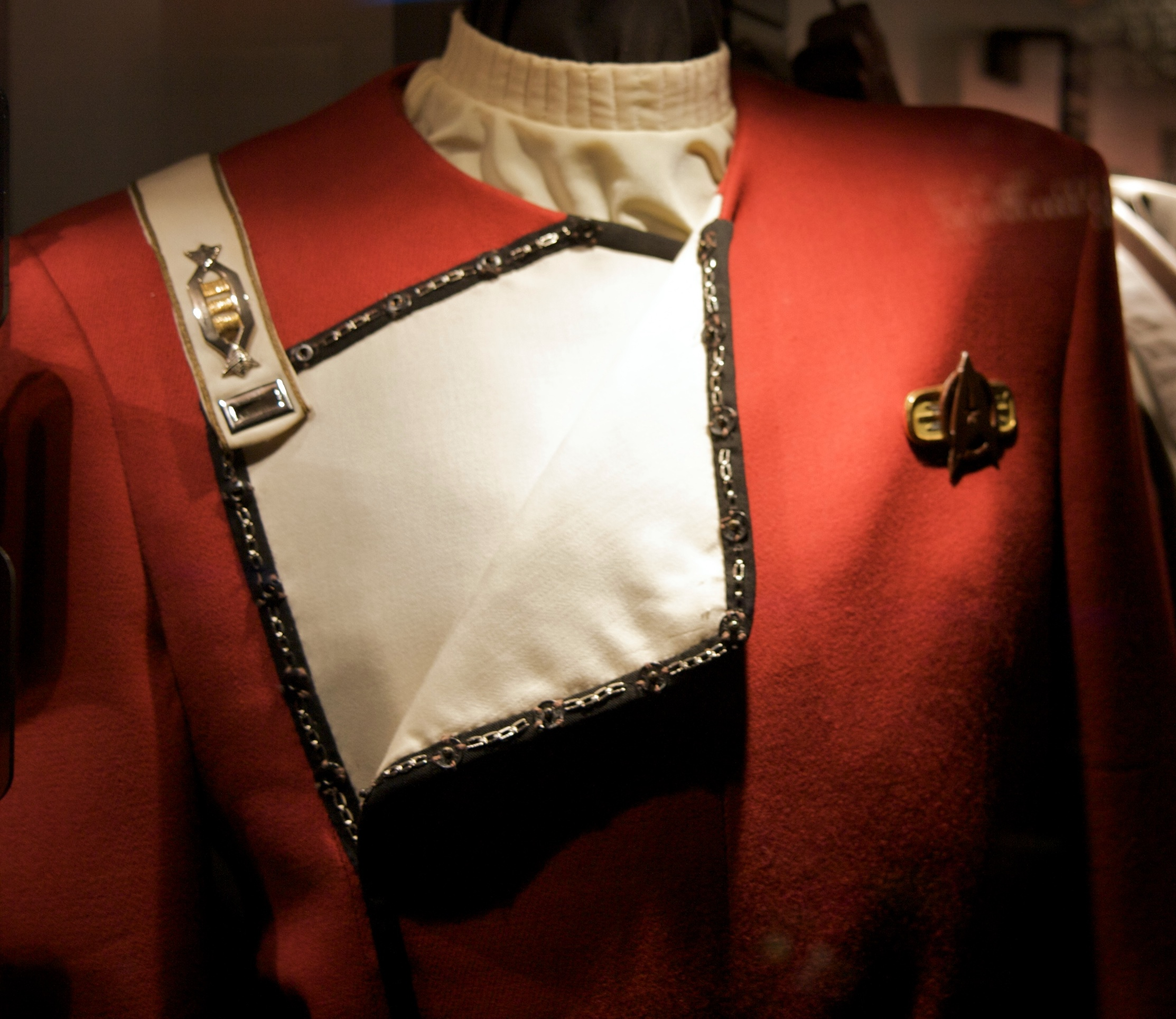
Мундир офицера «Звёздного флота» из оригинального сериала в музее «Star Trek: The Experience»

Мэнни Кото пришёл по его мнению в проект, когда силы его создателей подошли к концу, он сделал всё, чтобы вдохнуть в него новую жизнь, и гордился своей работой. Свою встречу с Брагой он описывал так, он приехал в офис, где увидел Брагу в кабинете курящего у окна, у него был потерянный вид, такой как будто всё кончено. В общей сложности Кото написал сценарий к 14 эпизодам один и в соавторстве. Больше всего он гордится работой над эпизодом «Двойник»(англ. Similitude). Он считает что ни в одном другом сериале франшизы, которые позиционировались как «Вестерн в космосе», он не смог бы реализовать свою идею, «А что если индивидуум сможет вырасти за 7 дней? И что если этому индивиду придётся отдать часть себя, чтобы спасти другого?». Он считал что это дилемма, которая является прологом к драме.
Поклонники сериала могут не знать, но Шетнер рассматривался в качестве приглашённой звезды для серий, посвящённых альтернативной реальности, где он должен был сыграть альтернативную версию капитана Кирка. Кото считал что это поможет привлечь новую аудиторию, сохранить старую и поднять рейтинги. Шетнер дал своё согласие на съёмки, однако студия не выделила деньги и идея не была реализована.

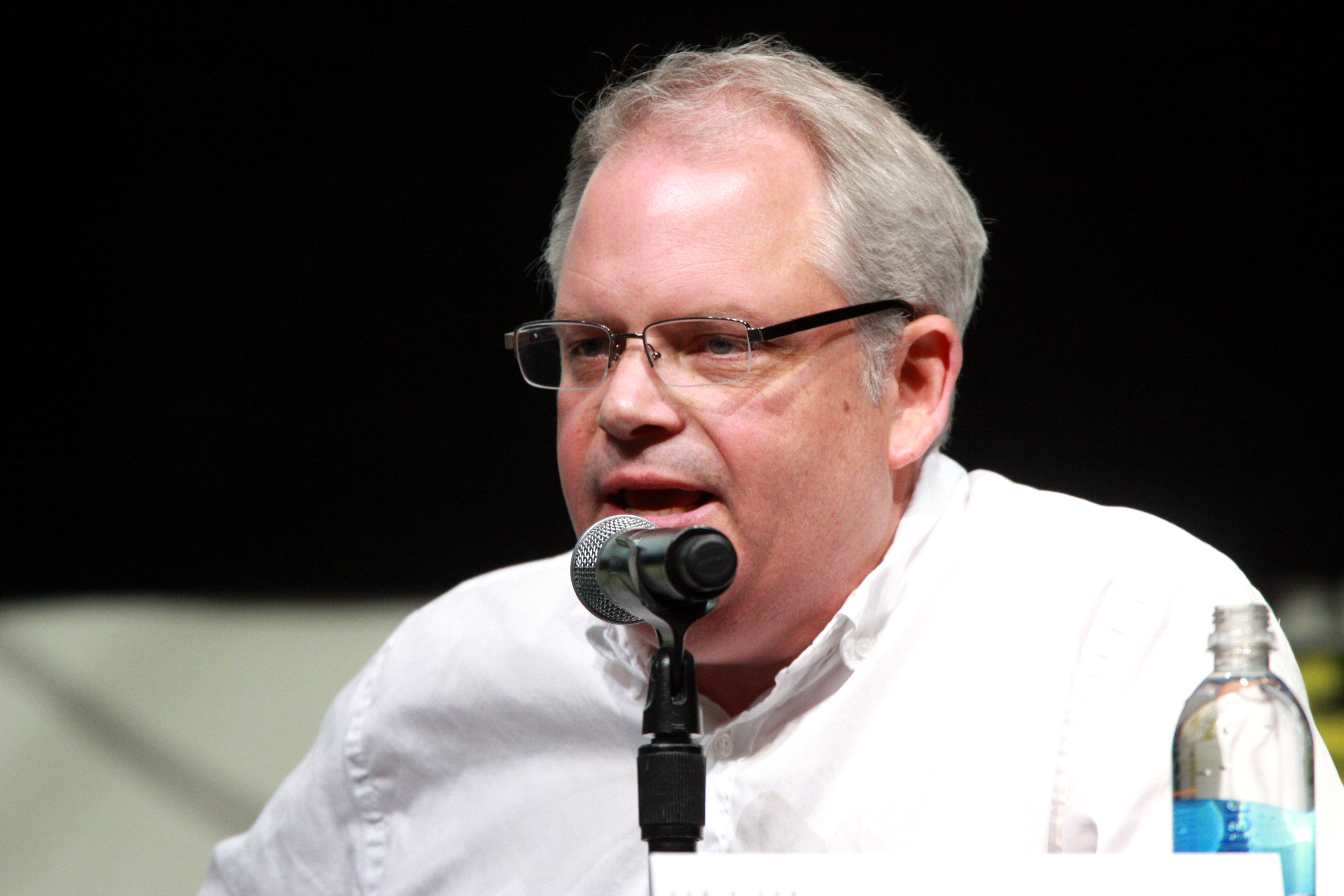
Мэнни Кото

По словам Кото это шоу должно было завершить восемнадцатилетний показ сериалов, то есть подвести своего рода черту двумя сериями «Демоны» (англ. Demons) и «Терра Прайм» (англ. Terra Prime). Кото очень понравились работать над этими сериями, он полагал, что они являются подходящим завершением для всего сериала. По его мнению, последнее препятствие на пути в дальний космос — это ненависть и страх перед чужаками. Он посчитал эту тему достаточно интересной для финала, так как основным принципом «Звёздного пути» является «бесконечное разнообразие в бесконечных комбинациях», расколом внутри человечества он пытался показать неготовность людей к контактам с другими мирами. Противником команды корабля и лично капитана Арчера в финале сериала выступил герой актёра Питера Уэллера, считавший, что пришельцы не должны жить на Земле, а люди не должны смешивать своё ДНК с другими. По словам Кото, финальная речь капитана Арчера о том, что несмотря на великое множество видов все живые разумные существа имеют нечто общее — сердце, была особенно трогательна, так как съёмочная группа знала, что этим ознаменуется конец работы над сериалом.

### Подбор актёров

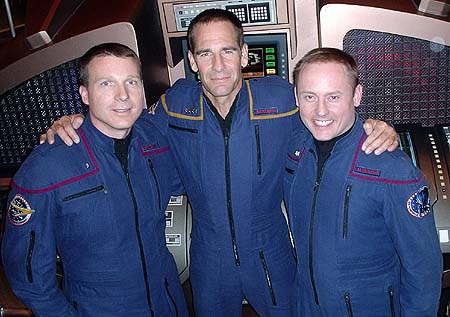
Астронавт Терри Виртс, Скотт Бакула, астронавт Майк Финчи на съёмочной площадке

Больше всего времени заняли переговоры со Скотом Баккулой, что создало задержки в производстве сериала. Бакула хотел получить функции исполнительного продюсера, для того чтобы не просто участвовать в съёмках, а принимать участие в производственном процессе и получить новый опыт. Прежде чем дать свое согласие на участие в съёмках, он подписался на съёмки в пилотном эпизоде сериала «Поздние цветы» для CBS. Одной из причин почему он дал своё согласие на участие в сериале стала Керри МакКлугедж, работавшая с ним над сериалом «Квантовый скачок». Берман говорил что у них не было замены на роль капитана Арчера на случай если бы Бакула отказался.

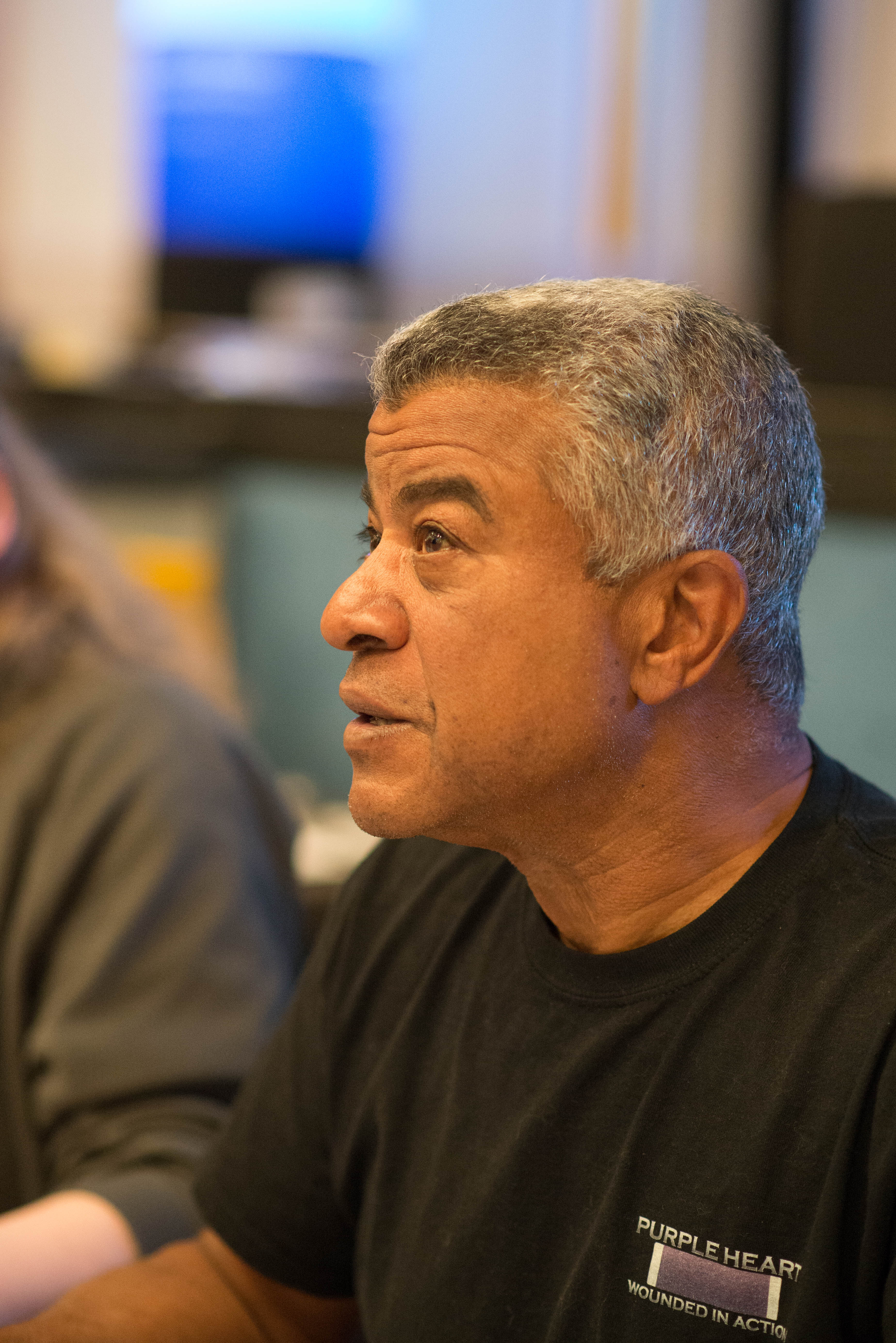
Такер Смолвуд, исполнитель роли члена совета зинди

С началом прослушивания на главные роли, были приглашены Китинг и Билингсли, которые произвели прекрасное впечатление на съёмочную группу. Брага говорил что они знали что подходили на эти роли. Двумя годами ранее Китинг пробовался на роль в «Вояджере», но Берман хотел сохранить его для будущего проекта и дать ему главную роль, хотя и было длительное обсуждение того какой акцент должен использовать актёр, и несмотря на то что он был из Северной Англии, продюсеры приняли его за шотландца. В конечном итоге было принято решение использовать естественный голос актёра. Он также высоко оценил пробы с участием актёров Линды Пак, Коннора Триннира и Билингсли, назвав последнего прекрасным воплощением доктора Флокса. Пак не была приглашена на прослушивание, её наняли благодаря её прошлым работам, хотя изначально планировалось что её персонаж будет старше. Энтони Монтгомери ранее прослушивался на роль сына Тувока в «Вояджере», а после того как был выбран на роль Тревиса Мейвизера, отказался от предложенной ему роли в малобюджетном фильме.

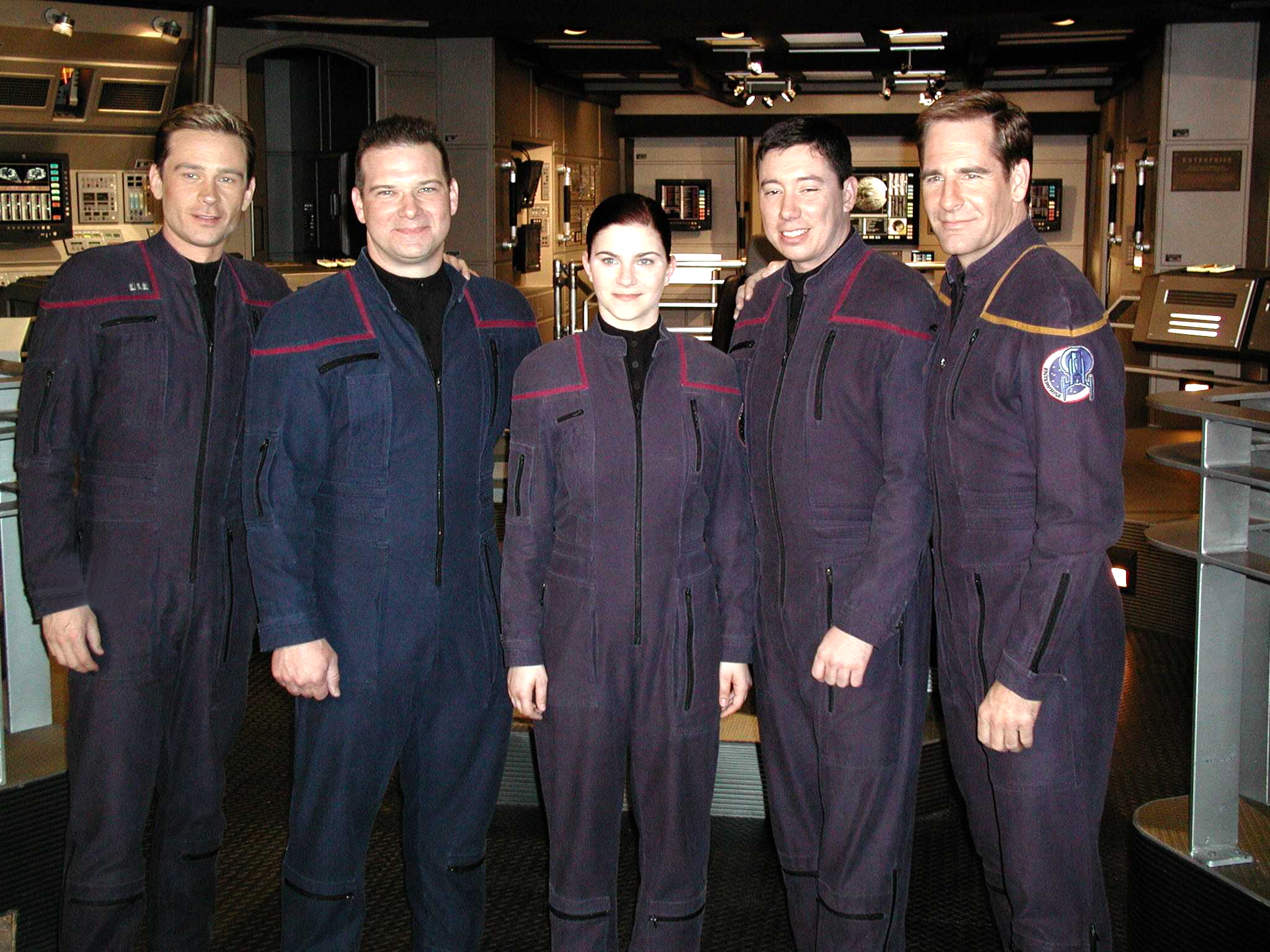
Коннор Триннир и Скотт Бакула с другими членами актёрского состава

Некоторые периодически появляющиеся персонажи были сыграны актёрами, которые появлялись в других сериалах франшизы. Так Джеффри Комбс, сыгравший андорианского командира Шрана, появившегося впервые в эпизоде «Инцидент с андорианцами», ранее исполнил роль ворта Вейюна а также ференги Бранта в сериале «Глубокий космос 9». Вон Армстронг, сыгравший адмирала Максвелла, ранее появлялся в ряде ролей в различных постановках франшизы, начиная с роли клингона в серии «Сердце славы» в «Следующем поколении», в общей сложности он появлялся на экране в 13 различных ролях. Рэнди Оглсби, Рик Ворти и Скотт Макдональд так же неоднократно появлялись в других сериалах франшизы прежде чем исполнить роли членов совета зинди.
Брага говорил, что самым сложным было подобрать актрису типа Ким Кэтролл на роль Т’Пол. Блэлок и Марджори Монаган были в числе трёх последних претендентов на роль, которую получила Блэлок, чьи агенты ранее отказывались от её участия в прослушивании. Согласно Берману, к тому моменту как появилась Блэлок, съёмочная группа уже видела сотни актрис. Его главной проблемой в тот момент было найти прекрасную женщину, которая умеет играть. Блэлок была взволнована на прослушивании, так как являлась поклонником «Оригинального сериала» и вулканца Спока. О прослушивании Бакулы на роль Арчера было объявлено 10 мая 2001 года. Об остальном актёрском составе было объявлено 15 мая, остальная информация появилась на следующий день..
На протяжении всего производства сериала ходили слухи, о том что Уильям Шетнер может получить гостевую роль. В течение четвёртого сезона, идея активно обсуждалась, предполагалось появление персонажа Шетнера капитана Кирка в серии, посвящённой зеркальной вселенной. Но Брэннон и Брага не смогли обосновать идею, поэтому концепцию зеркальной вселенной переработали, создав две серии «В зеркале темном».

### Съёмки

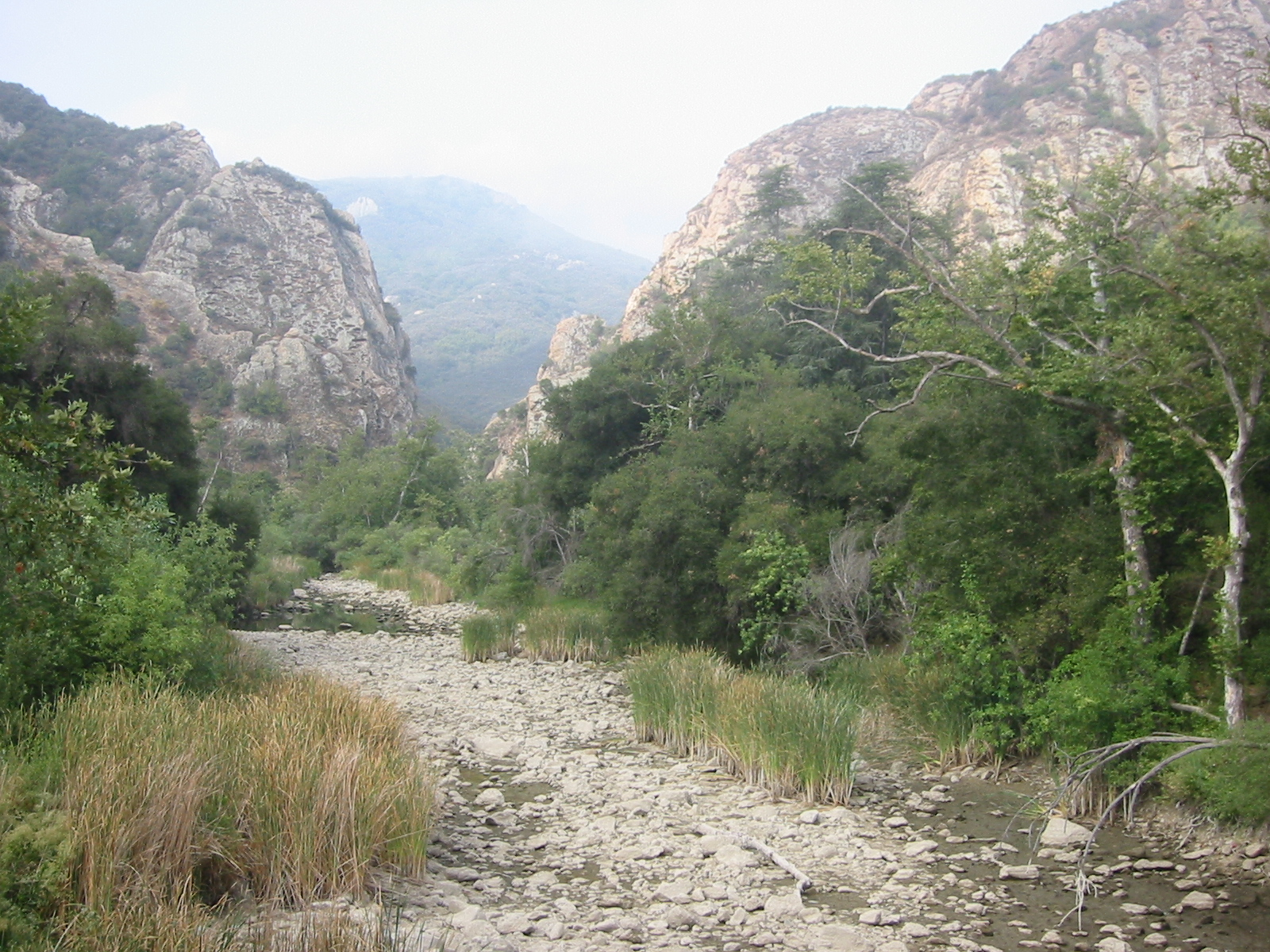
Парк в Малибу место съёмок серии «Дом» 4-го сезона

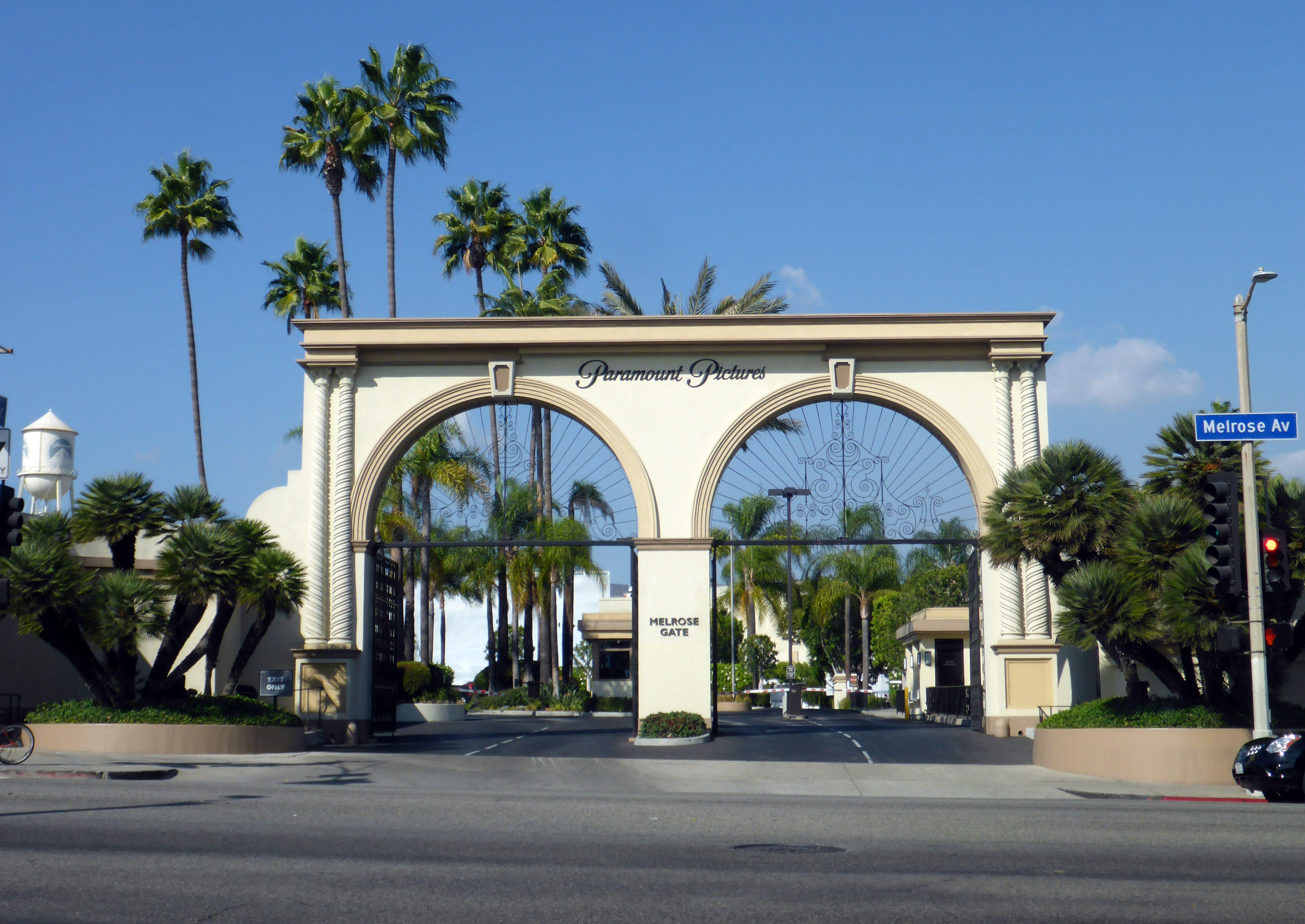
Paramount Pictures

Большая часть съёмок, как и в случае с предыдущими сериалами франшизы, проходила в павильонах студии Paramount Pictures в Лос-Анджелесе, Калифорния, под номерами 8, 9 и 18, где ранее проходили съёмки других сериалов франшизы. Однако были и натурные съёмки в таких местах как Национальный парк Сан-Бернардино, «Долина очарования», «Магазин Джонни»(англ. Johnnies Market) — послуживший одним из мест съёмки эпизода «Карбон Крик» (англ. Carbon Creek), вышедшего на экран 9 сентября 2002, рассказывающего о первом посещении вулканцами Земли — находящийся в штате Калифорния в шахтерском городке Кристлайн.
Над пилотной серией работало от 130 до 150 членов съёмочной группы, а когда съёмки стали регулярными, состав группы сократился до 20-25. Всеми работами по декорациям руководил Том Арп, ранее работавший над «Глубоким космосом 9» и несколькими фильмами франшизы. Хотя съёмки ряда серий требовали создания новых декораций, всё же часть конструкций были сохранены для использования в более поздних сериях. Все они хранились на складе в Бербанке, до того момента как были использованы вновь.
До четвёртого сезона сериал снимался на плёнку. Но за два дня до начала работы над серией «Грозовой фронт» оператор Раш показал Берману и Браге материал, отснятый на цифровую камеру Sony, он произвел впечатление на авторов шоу и было принято решение перейти на цифровой формат. Оператор заметил, что материал может быть отснят таким образом, чтобы зрители не заметили разницы, однако он считал что цифровой формат может позволить увидеть зрителям больше нежели позволяет запись на обычную камеру.

### Музыка
Шоу использовало работы множества композиторов, больше чем любое другое шоу франшизы. В числе композиторов таки люди как: Деннис Маккарти, Джей Чатовей, Дэвид Белл, Пол Бейлард, Велтон Рэй Банч, Брайан Тайлер, Марк Маккензи, Джон Фризелл и Кевин Кинер.

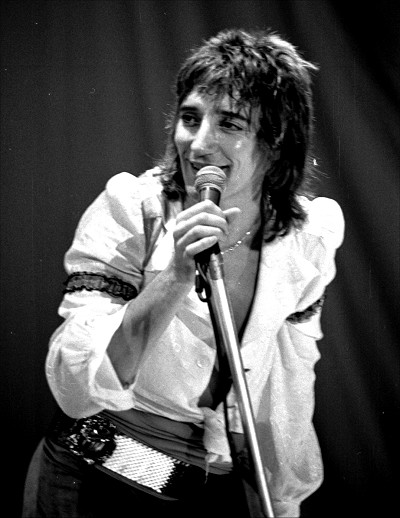
Род Стюарт

Заглавная песня сериала «Куда моё сердце приведёт меня» (англ. Where My Heart Will Take Me) была написана Дайан Уоррен и исполнена Расселом Вотсоном, она создала контраст с яркими инструментальными темами прошлых сериалов. Это была первая композиция в истории франшизы, которая не была написана специально для неё, и вторая не написанная для шоу в котором была использована, так как в «Следующем поколении» уже использовали композицию Александра Кариджа, ранее звучавшую в «Оригинальном сериале». Эта композиция была написана для кинофильма «Целитель Адамс» и названа «Вера сердца» (англ. Faith of the Heart), её исполнил Род Стюарт. Как и другие аспекты сериала, песня вызвала недовольство фанатов. Подписывались петиции с требованиями убрать песню из вступительных титров. В третьем сезоне песня подверглась аранжировке, были добавлены ударные и оркестровая музыка, что привело к критике со стороны поклонников оригинальной версии. Заглавная песня была изменена лишь для двух серий 4-го сезона, «В зеркале тёмном» (англ. In a Mirror, Darkly), место действия которых происходило в параллельной вселенной. Разговоры о смене заглавной песни сериала шли на протяжении всего показа.
В 2014 на 4 дисках было выпущено музыкальное сопровождение к фильму, ограниченной серией в 3000 дисков с автографами.

## Критика
По мнению Бермана сериал уверенно дебютировал в 2001 году. После множества ошибок в сериале «Вояджер» интерес к франшизе ослабевал, однако Берман и Брага обещали исправить все ошибки и показать нечто новое, вернуть зрителей к тому моменту, когда зарождалась Федерация, люди знакомились с другими видами и открывали для себя космос, как герои оригинального сериала. Авторы были так уверены, что это сработает, хотя и рассчитывали на меньшую аудиторию, что до третьего сезона даже не удосужились ввести слова «Звёздный путь» в его название, чтобы поклонники франшизы по крайней мере могли узнать о нём и поддержать его, независимо от того, как его назвали. А тем временем, как заметил Рик Берман, уже после десятого эпизода шоу начало буксовать. Создатели сериала не ошиблись, мечты сбываются, потому что через пять лет после его закрытия, режиссёр Абрамс снял всё то, что они обещали.

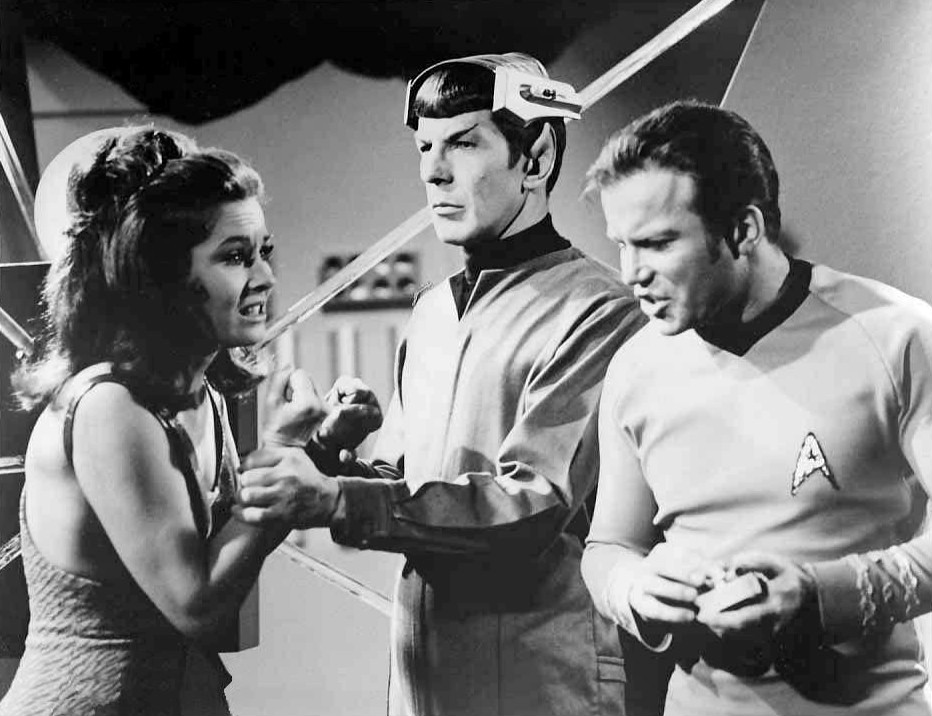
Фото со съёмок оригинального сериала 1966

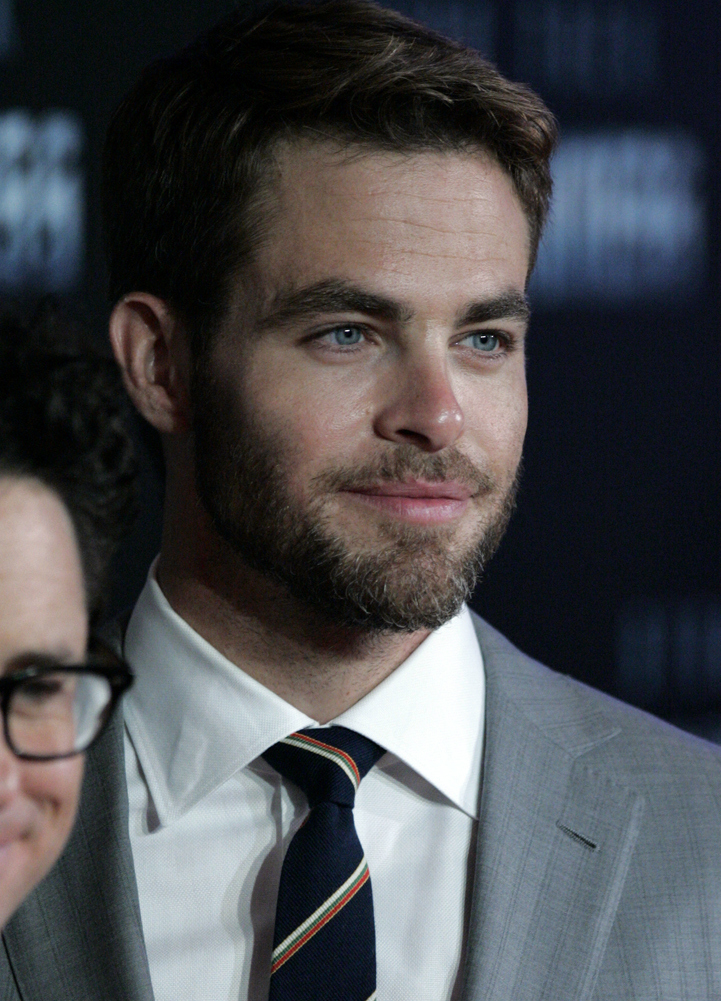
Крис Пайн, исполнитель роли капитана Кирка в фильме 2009 года

Успех фильма 2009 года показал, что авторы взяли верный курс на возвращение к истокам, к тому что так любили зрители, однако сериал вместо того, чтобы вдохнуть новую жизнь, показать, как всё начиналось, когда люди ещё не так зависели от технологий и всё зависело от решимости, устремлений и готовности рискнуть, скатился в болтовню, как это случилось с «Вояджером». Пилот сериала вместо увлекательной экскурсии меж звёзд сосредоточен на спорной идее путешествий во времени, что не вписывается в концепцию сериала, хотя по мнению Бермана серия была хорошо принята зрителями. Несмотря на то, что некоторые идеи для развития сюжета напрашивались сами собой, сценаристы и Берман с Брагой упорно игнорировали их вплоть до последнего сезона — взять хотя бы то, что вся команда боится транспортёра.
Каждую серию открывали вступительные титры и визуальный ряд, обещавший красивый урок истории под песню в исполнении Рода Стюарта. В определённый момент создатели поняли, что это песня, рок, не нравится аудитории или не вписывается в идеи, которые несет собой сериал Они попытались исправить это ускорив темп песни, но это не помогло.

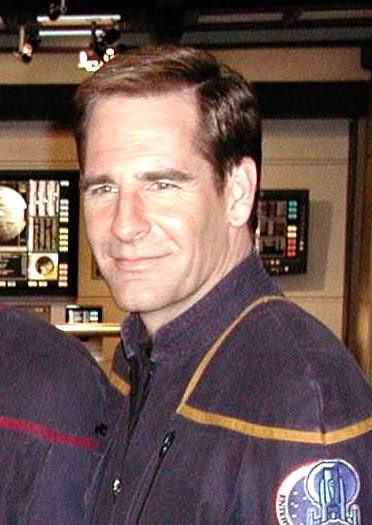
Джонатан Арчер, капитан «Энтерпрайза» в сериале 2001—2005

Отдельного внимания заслуживает персонаж Бакулы капитан Арчер: так, ни одна из упущенных возможностей сценаристов не идёт ни в какое сравнение с «деградацией» персонажа, из интересного яркого героя он превращается в зануду. Складывается впечатление, что капитан Арчер первый капитан, который просто не знает что он делает. И это имеет смысл, так как он первый, никто до него не имел подобного опыта. По сюжету Звёздный флот в то время не имел никакого представления о том, каким должен быть капитан корабля, покидающего солнечную систему. И всё же флот ошибся в выборе. Герой Бакулы с самого начала показывает себя как небрежный и неаккуратный человек. Он братается со всем экипажем и относится к экспедиции, как к увеселительной прогулке Он неплохой человек и неплохой офицер, он просто не подходит на роль командира корабля. Когда что-то начинает идти не так, он расстраивается, или говорит, что инопланетяне злые. Поскольку экипаж сталкивается с всё большим количеством опасностей и трудностей, он становится всё более несчастным и даже угрюмым. Персонаж Бакулы даже начинает хмуриться и кричать на экипаж Экипаж корабля с трудом исправляет собственные ошибки и гордится этим.

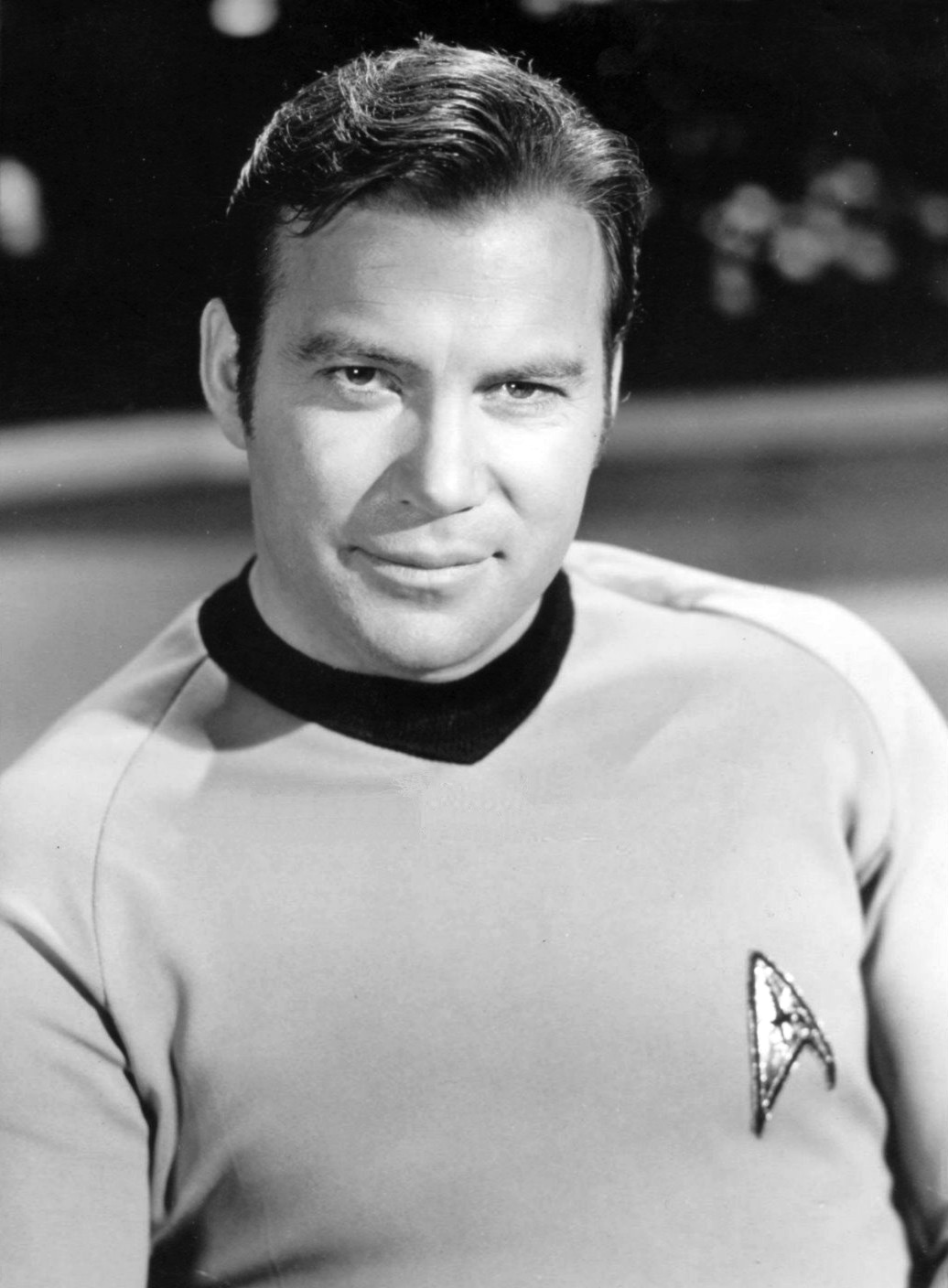
Джеймс Тиберий Кирк капитан корабля «Энтерпрайз» в оригинальном сериале

В определённый момент сценаристы перестали ориентироваться на характер персонажа Бакулы, он просто стал человеком, которому предначертано стать великим. Его ошибки, успехи, всё, что он делает не имело никакого значения, ведь всё уже решено за него. Вместо того чтобы вырастить нового, непохожего ни на кого капитана, из Арчера упорно пытались сделать нового Кирка. Но Арчер не Кирк, ведь он любит водное поло, свою собаку и предпочитает компании — рабынь с Ориона, а разговорам с враждебными инопланетянами — общение с Трипом на тему варп двигателей. Бакула просто не мог сыграть то, что ему навязывали сценаристы, так как личность его героя шла с этим вразрез.

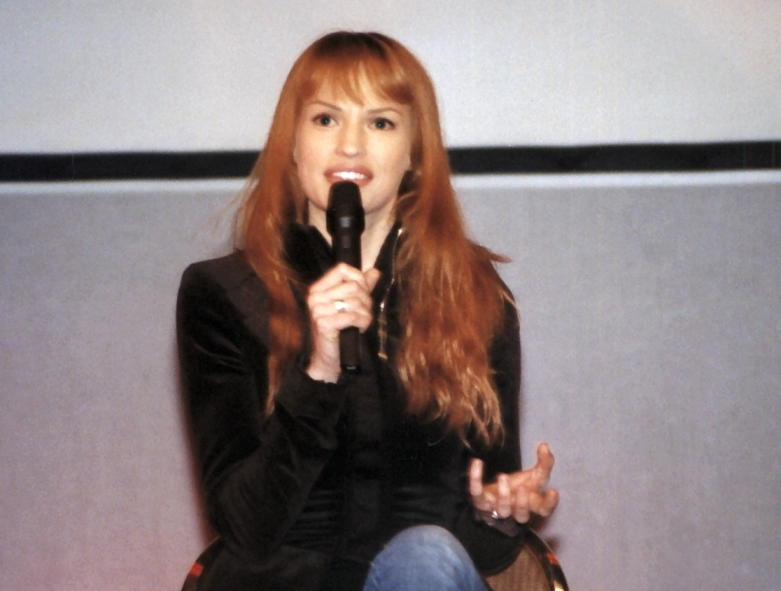
Джолин Блэлок, исполнительница роли вулканки Т'Пол

Кажется хорошей идея взять с собой вулканца в первый полёт землян, ведь у людей совсем нет опыта. Однако вместо первого офицера, опирающегося на логику, мы получаем Т’Пол, которая всякий раз говорит что делать растерянным людям, превращая шоу о первооткрывателях в пародию. Особенно странно выглядит на фоне неприязни Арчера к вулканцам его решение сделать своим первым офицером Т’Пол. Поклонники привыкли к вулканцам как к расе рассудительных, мудрых инопланетян, однако в сериале они представлены как лжецы, лицемеры, полные похоти и гнева; создатели попытались исправить это к концу сериала, но было слишком поздно. Персонаж Блэлок не слишком подходил для того, чтобы изобразить гнев вулканца или быть первым офицером, скорее годился для фотосессии в нижнем белье. Так же хотелось бы верить, что никто и никогда не говорил ей, что у вулканцев нет эмоций, хотя, возможно, это максимум того, на что была способна актриса. Хотя нужно заметить что Рик Берман придерживался другого мнения, полагая что вулканцы вынуждены подавлять свои эмоции, о чём он говорил до начала съёмок.
Финал сериала ознаменовался борьбой за аудиторию, сценаристы попытались втиснуть в конец 4-го сезона всё то, что должны были показать ранее. То есть знакомство экипажа корабля и капитана со всеми расами, которые должны войти в Федерацию. Но было уже поздно, рейтинг неуклонно падал, и драматичный финальный эпизод сериала с абсурдным сюжетом стал логичным завершением. По словам Браги, идея финального эпизода казалась ему интересной, но, когда его отсняли, он понял, насколько глупой она была, и актёрский состав и Рик Берман разделяли эту точку зрения. На этом завершилась история показа сериала, он был снят с эфира в 2005 году.

## Отзывы

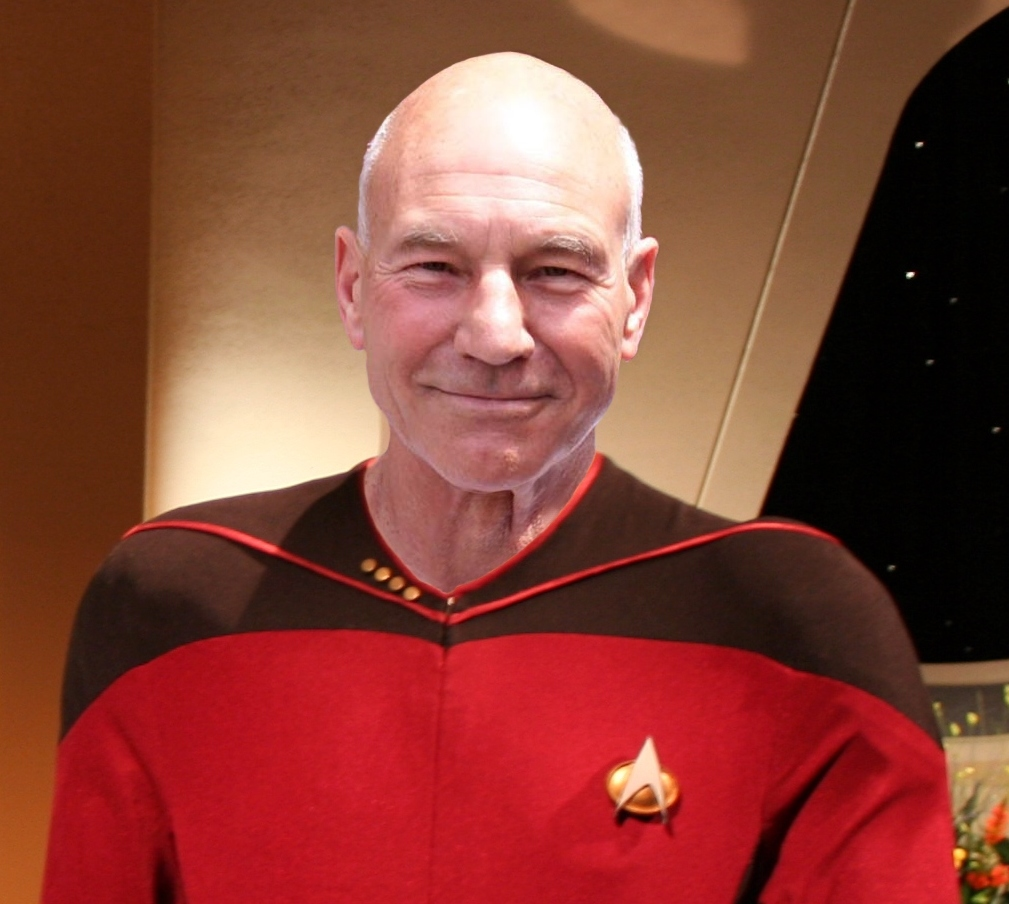
Патрик Стюарт

Герман Циммерман, работавший над франшизой с 1987 года по 2005, в интервью говорил о том, что из всех кораблей серии больше всего ему нравился корабль из сериала «Энтерпрайз», потому что он ближе к реальности и к нашему времени, но при этом он больше любил мостик корабля «Следующего поколения», потому что на нём был Патрик Стюарт.
Скотт Бакула считал, что по всем стандартам, за исключением стандартов сериалов франшизы, для любого телевизионного шоу 98 эпизодов это успех. А что касается участия в съёмках продолжения сериала или работе в другом сериале франшизы, он с одной стороны говорил, что готов вернуться к своей роли, а с другой замечал, что весь съёмочный реквизит был распродан и шутил по поводу съёмок в гараже фаната.
Рик Берман в интервью 2011 года сетовал на то, что до сих пор не понимает, почему сериал не имел такого успеха, как предыдущие части франшизы, однако отметил, что поскольку они снимали предысторию и убрали из названия слова «Звёздный путь», можно было ожидать, что это намного уменьшит аудиторию. Так же заметил и тот факт, что новый сериал вышел в эфир всего через два месяца после «Вояджера» и во время его трансляции на телевидении шёл показ и других фантастических сериалов, которые составляли ему конкуренцию.

## Книги
Как и в случае с другими сериалами франшизы «Звёздный путь», после запуска сериала в свет вышли несколько книг, основанных на сюжетной линии «Энтерпрайза». За всё время показа сериала, не считая новелл посвящённых отдельным эпизодам, было издано всего пять книг, что чрезвычайно мало по сравнению с другими сериалами. После завершения сериала в свет не выйдет ни одной новеллы вплоть до 2006 года, когда Дэйв Стерн представит свою новеллу «Розетта».

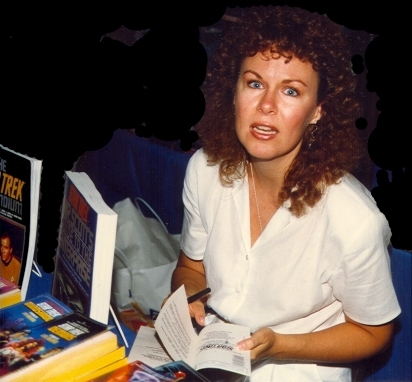
Вики Диллард

Редактор Маргерет Кларк пояснила ситуацию, сообщив что урезание количества выпускаемых книг не было связано с низкими рейтингами или отсутствием интереса со стороны покупателей, причиной этому послужили противоречия, которые то и дело появлялись между книгами и сериалом. Например роман Вики Диллард «Душа Сурака» (англ. Surak's Soul) включал в себя историю убийства Т’Пол человека во время одной из миссий, но в тот момент когда он был почти готов, на экран вышла серия «Седьмой», имеющая схожий сюжет, в результате автору пришлось спешно переписывать книгу. Позже появился роман «Дедал» (англ. Daedalus) Дейва Стерна, в котором рассказывалось о первых днях программы «NX», история которого вступает в конфликт с уже вышедшей на экраны серией «Первый полёт». В мае 2005 года Кларк объявила о том что выпуск новых книг временно приостановлен, дабы избежать новых конфликтов и позволить съёмочной команде спокойно работать.
К моменту окончания показа сериала в свет уже вышли пять книг и несколько новелл. 1 октября 2001 года «Разорванный круг» (англ. Broken Bow) Дианы Карей, по мотивам одноименной серии. В октябре 2002 года была издана новелла «Взрывная волна» (англ. Shockwave) автора Пола Рудитуса, так же по серии с одноименным названием. В октябре 2003 года вышла новелла «Пространство» (англ. The Expanse) Вики Диллард. И две книги: «По книге» (англ. By the Book) Дина Весли Смита и «Сколько стоит честь?» (англ. What Price Honor?) Дейва Стерна. В декабре 2003 года «Дедал» (англ. Daedalus) Дейва Стерна, а в мае 2004 года её продолжение «Дети Дедала» (англ. Daedalus's Children).
25 апреля 2006 года вышла новелла «Последняя полная мера» (англ. Last Full Measure) написанная в соавторстве Энди Мэнджелом и Майклом Мартином, ими же был написан роман «Добро, что делают мужчины» (англ. The Good That Men Do), вышедший в мягком переплёте в марте 2007. 20 октября 2009 года был презентован роман Майкла Мартина «Ромуланские войны: Под крылом раптора» (англ. The Romulan War: Beneath the Raptor's Wing).
Ещё четыре книги вышли с ноября 2011 года по апрель 2015 года: «Ромуланские войны: Чтобы выдержать шторм» (англ. The Romulan War: To Brave the Storm), июнь 2013 «Рассвет Федерации: Выбор будущего» (англ. Rise of the Federation: A Choice of Futures), апрель 2014 «Рассвет Федерации: Вавилонская башня» (англ. Rise of the Federation: Tower of Babel), апрель 2015 «Рассвет Федерации: Неопределенная логика» (англ. Rise of the Federation: Uncertain Logic)

## DVD
Первый сезон был издан на DVD 3 мая 2005 года, второй сезон 26 июля 2005, третий 27 сентября 2005, 1 ноября 2005.